# Bolzaneto
Bolzaneto (Bösanæo [bɔːsaˈnɛːu] o Borsanæo in ligure) è un quartiere genovese della Val Polcevera, compreso tra i quartieri di Rivarolo a sud e Pontedecimo a nord e confinante con i comuni di Ceranesi a nord-ovest e Serra Riccò e Sant'Olcese a nord-est.
Il territorio della ex circoscrizione confina anche, ad ovest, lungo i crinali dei monti, con Sestri Ponente, ma non vi sono strade di collegamento dirette.
Bolzaneto è stato comune autonomo dal 1854 al 1926 (riconducibile al 1797, quando la sede del comune era nella frazione di Brasile).

## Descrizione

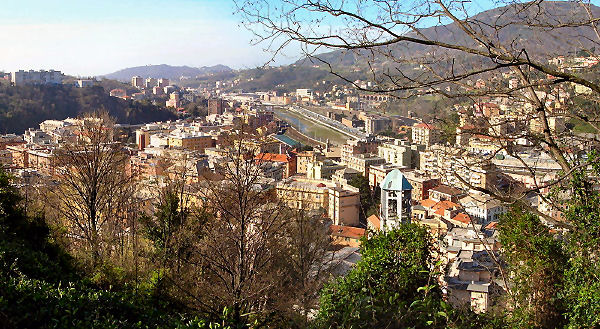
Bolzaneto dalla collina di Brasile.

L'ex circoscrizione di Bolzaneto fa parte insieme a Rivarolo e Pontedecimo del Municipio V Valpolcevera e comprende le unità urbanistiche "Bolzaneto" e "Morego", che insieme hanno una popolazione di 13 293 abitanti (dato aggiornato al 31 dicembre 2022).

## Territorio
Il territorio dell'ex circoscrizione di Bolzaneto si estende su entrambi i versanti del Polcevera. Il centro principale (Bolzaneto) si trova sulla sinistra del torrente, lungo la ex Strada statale 35 dei Giovi.
Sull'argine che divide l'abitato dal torrente, costruito intorno alla metà dell'Ottocento, corre il ramo più vecchio della linea ferroviaria Genova-Torino, quello passante per Busalla.
All'interno delle due unità urbanistiche che formano la circoscrizione sono comprese le frazioni di Brasile, Cremeno e Geminiano, in collina sul versante sinistro della Val Polcevera, Murta, anch'essa in collina ma sul versante destro, Morego e Morigallo alla confluenza tra il Secca e il Polcevera. Il paesaggio della Valpolcevera alle spalle di Bolzaneto, sul lato sinistro della valle, è caratterizzato dalla presenza dei forti Diamante e Fratello Minore, che costituiscono parte delle antiche fortificazioni genovesi.
Sul versante destro della Valpolcevera, sul monte Figogna (804 metri), sorge il santuario di Nostra Signora della Guardia, dal quale si gode un'ampia vista su tutta la valle. Il santuario, situato nel comune di Ceranesi, è raggiungibile con la strada provinciale 52 che ha inizio a Bolzaneto.

## Origine del nome
Il nome di Bolzaneto deriva dall'antico termine genovese bossonea, che indicava un luogo in cui crescevano rovi o simili piante spinose.
Secondo Gaetano Poggi (1856-1919), che fu assessore alle Belle Arti del Comune di Genova, invece Bolzaneto significherebbe "la casa del pastore" (Atti della Società Ligure di Storia Patria, vol XXX).

## Storia

### Dalle origini al Settecento
Le origini di Bolzaneto sono da ricercare negli insediamenti sviluppatisi sui versanti collinari, lungo le antiche vie di comunicazione dalla costa verso l'entroterra e la pianura Padana: Geminiano, Brasile e Cremeno sul versante sinistro della Val Polcevera e Murta dalla parte opposta.
Il fondovalle, dove oggi è concentrata la parte più consistente del moderno insediamento, era un tempo in gran parte occupato dal greto del Polcevera, soggetto a piene improvvise quanto devastanti e per questo assai temuto e di conseguenza quasi completamente spopolato. Nell'attuale zona di Bolzaneto i primi insediamenti lungo le sponde del torrente, dovuti a ragioni di carattere militare o religioso, furono il castello di Montebello (intorno al XIV secolo) e il convento di S. Francesco alla Chiappetta (fine del XIII secolo), attorno ai quali nel tempo si svilupparono i due nuclei storici dell'attuale quartiere.
Del borgo di Bolzaneto, costituito da un gruppo di povere case ai piedi del castello, alla sinistra del torrente, in prossimità del punto in cui questo formava un'ampia ansa, si hanno notizie certe a partire dal 1050. Il paese era una piccola frazione sottoposta all'autorità civile e religiosa di Brasile e tale rimase fino alla metà dell'Ottocento, quando la sede comunale ed il titolo parrocchiale furono trasferiti a Bolzaneto. Nel Trecento nel borgo fu costruita una cappella intitolata a Nostra Signora della Neve.
A breve distanza, ma a quell'epoca ancora sulla sponda destra del Polcevera, alla fine del Duecento fu edificato il convento di S. Francesco alla Chiappetta.
Nel 1337 il borgo di Bolzaneto fu devastato nel corso delle cruente lotte di fazione fra guelfi e ghibellini; durante questi combattimenti fu distrutto il fortilizio fatto costruire dagli Adorno, poi ricostruito nel 1380 dalla Repubblica di Genova.
(Agostino Giustiniani, Annali della Repubblica di Genova, 1537)
A partire dal XV secolo ha inizio una massiccia presenza delle famiglie patrizie genovesi, che costruirono nella zona le loro residenze di villeggiatura, alle quali erano spesso associate tenute agricole, che per vari secoli hanno caratterizzato il paesaggio della vallata, legandone strettamente l'economia a quella della vicina città.

### La guerra del 1746
Nel Settecento la Repubblica di Genova, alleata della Francia, si trovò coinvolta nella guerra di successione austriaca. La Valpolcevera nel 1746 fu occupata da un esercito austro-piemontese, al comando del generale Botta Adorno, che arrivò fino a Genova, da dove fu cacciato in seguito all'insurrezione popolare del 5 - 10 dicembre 1746, che prese avvio con il leggendario episodio del Balilla.
L'11 aprile 1747 un altro esercito austriaco, al comando del conte di Schulenberg, ritentò di occupare nuovamente Genova. Gli invasori, scesi da nord attraverso i valichi appenninici, occuparono tutta la Valpolcevera, portando saccheggi e distruzioni, e strinsero d'assedio Genova. Avvennero aspri combattimenti tra gli austriaci da una parte e volontari della Valpolcevera (inquadrati in compagnie divise per parrocchie) e truppe regolari della Repubblica di Genova dall'altra. Il 19 luglio 1747 gli Austriaci abbandonarono la Valpolcevera, lasciandosi alle spalle una scia di morte e distruzione e furono definitivamente ricacciati oltre Appennino nel febbraio del 1748.

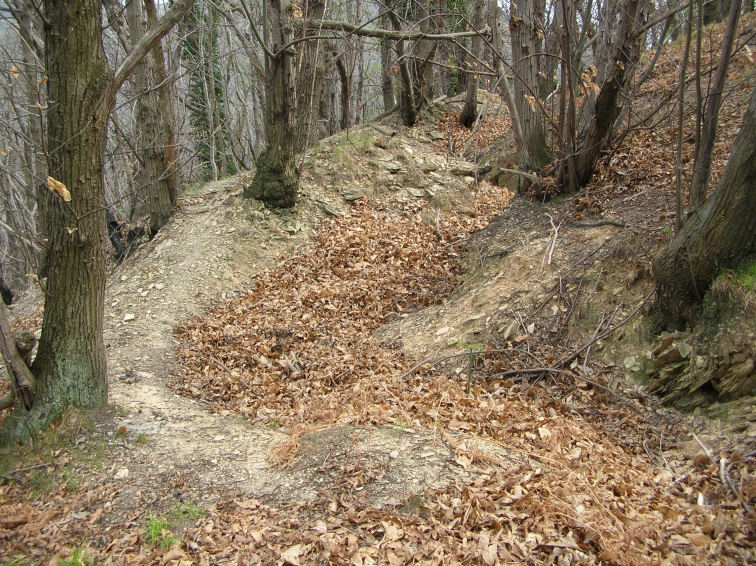
Resti di postazioni difensive risalenti alla guerra del 1746-1747 sulle alture di Bolzaneto

A fare le spese di quel triste periodo furono soprattutto le località collinari, sia durante la prima avanzata delle armate austriache nel 1746, sia durante il lungo assedio ai confini della città nei primi mesi dell'anno successivo. Numerosi sono i resoconti sulle violenze e le distruzioni perpetrate dai soldati austriaci, assetati di bottino. Delle proteste della popolazione si fecero portavoce i parroci, le cui chiese erano state depredate e gravemente danneggiate.
I centri più colpiti furono Brasile, Cremeno, Geminiano e soprattutto Murta, dove nella villa Bonarota (villa Clorinda) il generale Schulemberg aveva posto nell'aprile del 1747 il proprio quartier generale, nell'attesa, rivelatasi poi vana, di poter riconquistare Genova. In precedenza, nel settembre del 1746, gli austriaci avevano distrutto la canonica e depredato la chiesa. Altro centro che aveva subito gravi perdite era Cremeno, dove era morta la metà dei circa 500 abitanti, soprattutto per le misere condizioni di vita in quei tragici mesi. Subito dopo la guerra in tutti i paesi colpiti ebbe inizio l'opera di ricostruzione di chiese, case, fienili e stalle e il ripristino dei campi coltivati, saccheggiati dagli invasori.
Pochi anni più tardi un notevole contributo allo sviluppo economico della valle fu dato dall'apertura, negli anni settanta del Settecento della nuova strada sul fondovalle, chiamata “Camblasia” perché costruita a proprie spese dal doge della Repubblica di Genova Giovanni Battista Cambiaso, in cambio di benefici fiscali (ed anche per rendere più agevole il percorso tra Genova e la sua villa di Cremeno).
La nuova arteria creò nuove opportunità di lavoro legate ai servizi offerti ai viaggiatori, nel campo della ristorazione, con l'apertura di numerose osterie e nei servizi di assistenza (riparazione dei carri, accudimento degli animali e magazzinaggio delle merci), attività che affiancarono la tradizionale economia agricola della zona, che beneficiò a sua volta di nuove opportunità di vendita dei propri prodotti.

### L'Ottocento

#### L'istituzione del comune

Vecchio stemma comunale

Nel 1797 la discesa in Liguria dell'esercito napoleonico decretò la fine della plurisecolare Repubblica di Genova che, ribattezzata “Repubblica Ligure”, passò sotto il controllo francese; anche in questa circostanza i valligiani polceveraschi, diffidenti verso le idee rivoluzionarie di cui i francesi erano portatori e che mettevano in discussione il loro consolidato attaccamento alle tradizioni, tentarono di resistere, ma nulla poterono contro il potentissimo esercito francese. Con i nuovi ordinamenti francesi dal 1798 fu istituito il comune di Brasile, capoluogo dell'VIII Cantone all'interno del circondario di Rivarolo, nel Dipartimento di Genova, con giurisdizione, oltre che sul borgo di Bolzaneto anche sulle comunità di Casanova e Cremeno.
Nel 1800, durante la guerra tra la Francia e le potenze europee (Austria, Inghilterra, Russia e Prussia), Genova subì un duro assedio per mare e per terra da parte di austriaci e inglesi ed ancora una volta la Valpolcevera divenne teatro di battaglia (aspri scontri tra gli assedianti austriaci e i francesi avvennero nella zona di Brasile e Geminiano, senza peraltro che le popolazioni locali partecipassero) fino alla provvisoria resa del generale Massena del 4 giugno 1800.
Venti giorni dopo, in seguito alla vittoria nella battaglia di Marengo, i francesi rioccuparono definitivamente la Liguria. Anche se non paragonabili con le sofferenze patite durante la guerra del 1747, i polceveraschi subirono molti disagi, soprattutto per la mancanza di cibo in conseguenza dell'assedio anglo-austriaco.
Nel 1805 la Repubblica Ligure fu annessa all'Impero francese e con essa tutti i paesi della Valpolcevera.
Nel 1814, a seguito delle decisioni del Congresso di Vienna la ex Repubblica Ligure napoleonica passò al Regno di Sardegna, e quindi anche il comune di Brasile, che nel 1834 il Casalis descriveva ancora come un piccolo comune con una economia prevalentemente agricola:
Trovasi in valle di Polcevera, discosto tre miglia da Genova. È diviso in tre parrocchie, che sono: Brasile capo-luogo, Cremeno e Casanuova.
La strada reale, nella direzione da mezzodì a tramontana, interseca il luogo di Bolzaneto sottoposto alla parrocchia di Brasile. Si fanno assai copiose ricolte di cereali, uve, frutta di varie specie, fra cui la pesca vi è di squisito sapore. Il commercio di tali prodotti si fa massimamente con Genova.
La parrocchiale di Brasile è dedicata a s. Felice papa e martire, quella di Cremeno all'apostolo s. Pietro; quella di Casanuova a s. Margherita vergine e martire. Nel dipendente borgo di Bolzaneto vedesi una chiesuola sotto il titolo di N. D. della Neve. Cremeno e Casanuova, oltre la propria parrocchia, hanno un pubblico oratorio. Nella chiesa di s. Felice, che conta otto secoli dalla sua dazione, si celebra in ogni anno con grande concorso di divoti la festa di s. Luigi Gonzaga. Con molta pompa, ed eziandio coll'intervento di molte persone si fanno in Cremeno la festa di s. Pietro apostolo, ed in Casanuova quella di s. Lorenzo martire.
Lungo la strada reale presso al soggetto borgo di Bolzaneto, dalla parte di tramontana, sopra un rialto sorge un piccolo forte, che fu probabilmente uno dei molti, che, siccome nota il Muratori, vennero edificati nella valle di Polcevera per guarentirsi dalle incursioni dei Longobardi.
Gli abitanti sono di robusta complessione, e applicati parte all’agricoltura, parte al traffico, ed alle arti meccaniche. Popolazione 740.»
(Goffredo Casalis, "Dizionario geografico, storico, statistico e commerciale degli stati di S.M. il Re di Sardegna", 1834)
Il piccolo comune riuscì a svolgere i compiti essenziali che gli erano affidati, pur tra molti problemi, quali la mancanza di una idonea sede (le riunioni si tenevano in abitazioni private o nella sagrestia della chiesa di S. Felice), la scarsità di risorse e la difficoltà a reperire tra la popolazione locale le competenze necessarie per l'amministrazione del comune. Il primo sindaco, Giuseppe Vivaldi, era un funzionario governativo inviato a svolgere il compito di segretario comunale, poi divenuto sindaco durante l'amministrazione francese e confermato dopo il 1814 da quella sabauda.

#### La costruzione della ferrovia e l'espansione edilizia

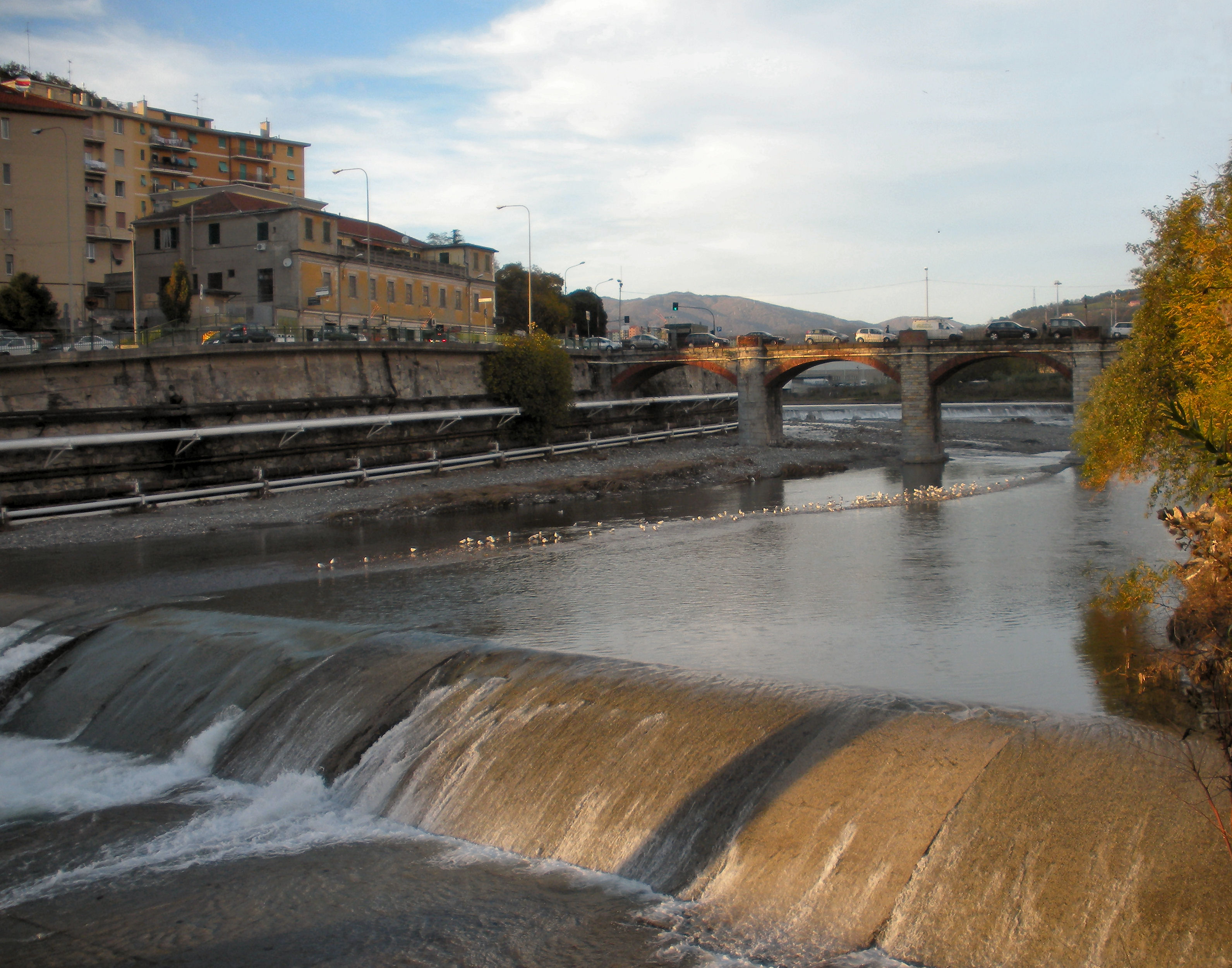
Il tratto del Polcevera aperto tra il 1851 e il 1853, con il ponte S. Francesco

Il quadro descritto dal Casalis era destinato a mutare rapidamente nei decenni successivi, quando quei pochi addetti alle arti meccaniche fugacemente citati dallo storico piemontese sarebbero cresciuti di numero diventando la principale forza lavoro dell'economia locale. Infatti, intorno al 1850, con l'apertura della linea ferroviaria e l'arginatura del Polcevera, ebbe inizio una radicale trasformazione urbanistica accompagnata dalla progressiva industrializzazione del territorio bolzanetese. Con la costruzione della ferrovia Genova-Torino, inaugurata nel 1853, si rese necessario rettificare ed arginare il corso del torrente Polcevera, eliminando l'ansa da questo formata. La costruzione del terrapieno sopraelevato sul quale correva la nuova linea ferroviaria, che costituiva anche un solido argine alle acque del torrente, veniva anche a risolvere definitivamente i problemi creati dai frequenti straripamenti che causavano periodicamente gravi danni e talora anche vittime. L'ultimo grave episodio si era verificato il 26 agosto del 1834, quando le acque in piena avevano inondato la zona della Chiappetta ed altre aree nel fondovalle.
Fu scavato, per un tratto di circa 500 m, un nuovo tratto di alveo che tagliava la base della collina di Murta immediatamente a monte del convento di San Francesco (che in tal modo passò dalla destra alla sinistra del torrente) e costruito un argine sul lato sinistro, sul quale corre la ferrovia. Prima della deviazione l'asse del Polcevera passava dove ora sono la stazione ferroviaria, piazza Rissotto e via F. Bettini; riceveva poi il rio Goresina (o Geminiano), alla cui confluenza si formava un'ampia zona acquitrinosa detta "Acque marce"; quindi svoltava decisamente in direzione S-O verso la località Barchetta, seguendo quello che attualmente è il tratto finale dello stesso rio Geminiano.
Il tratto di greto non più percorso dal torrente e il ponte che l'attraversava furono interrati e furono bonificate le zone acquitrinose delle Bratte e delle Acque marce, predisponendo queste aree per la futura espansione edilizia; contemporaneamente veniva costruito il ponte intitolato a S. Francesco, per collegare le nuove rive del Polcevera.
Per realizzare l'argine e il nuovo tratto del Polcevera furono demolite alcune case, tra le quali la villa Mari-Debarbieri, che si trovava dov'è ora il ponte S. Francesco.

#### Nascita del comune di Bolzaneto

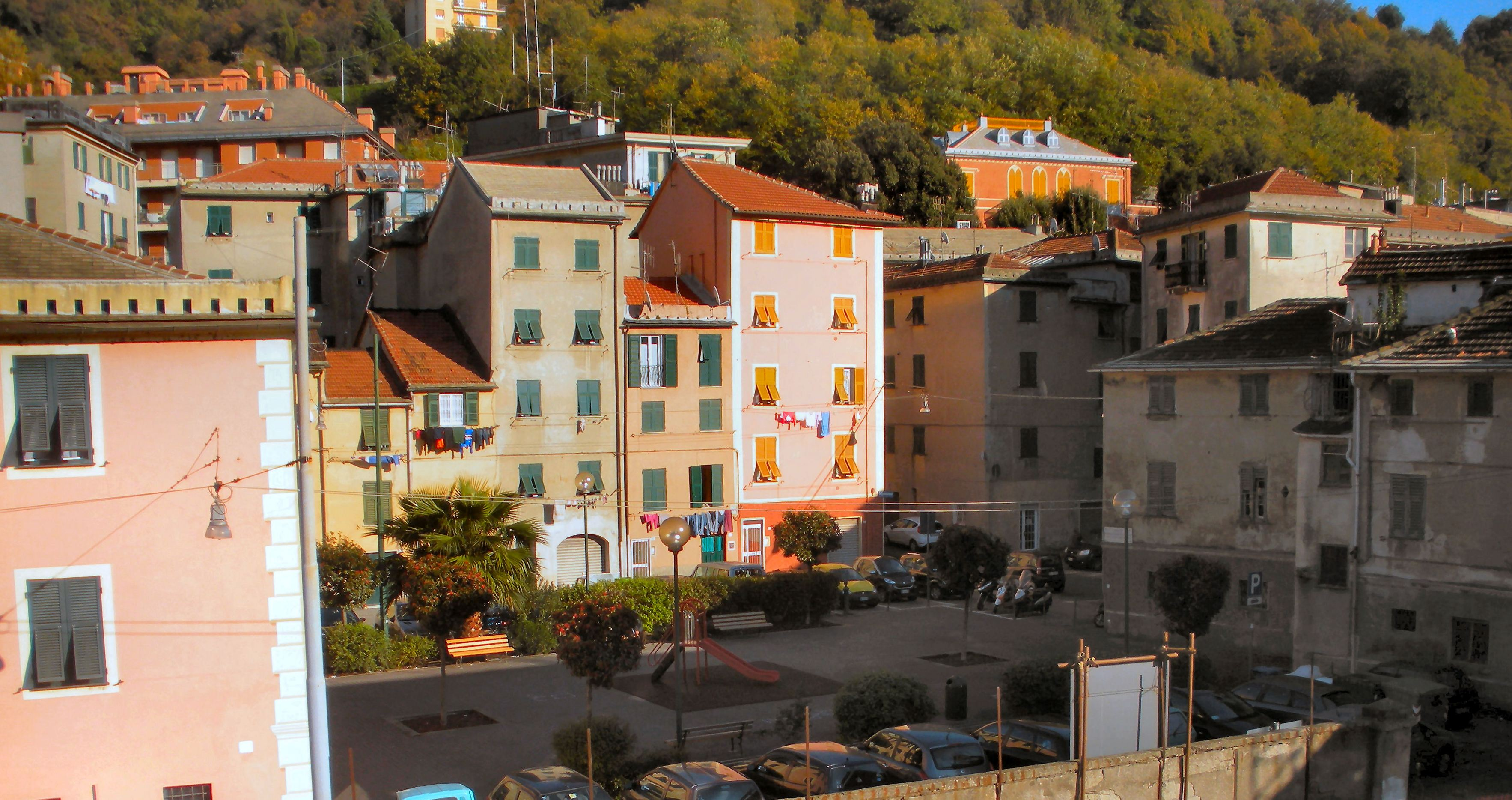
Piazza F.B. Savi.

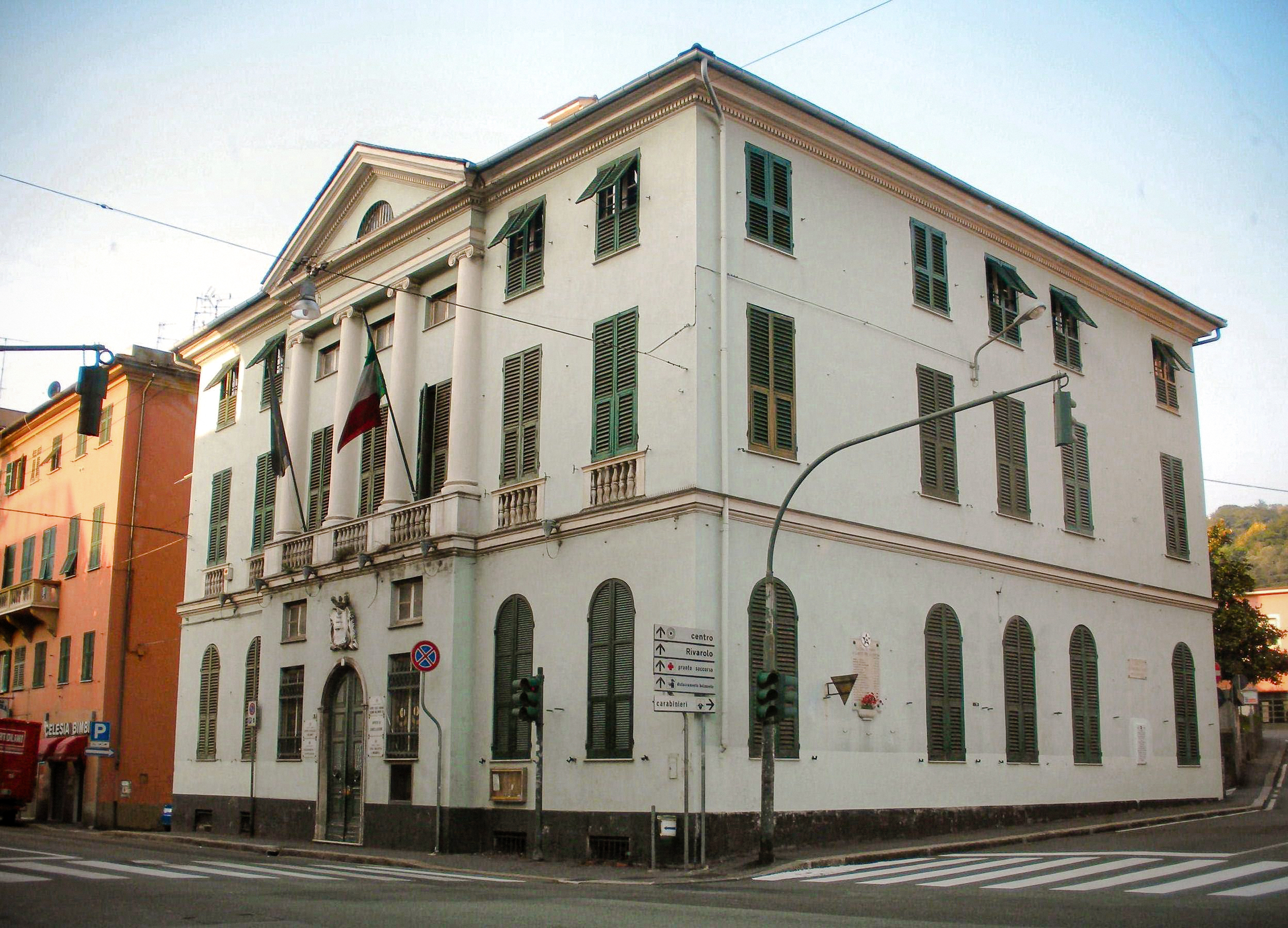
La sede del comune di Bolzaneto sino al 1926.

Con lo spostamento delle principali attività più verso il fondo valle, col Regio Decreto del 26 gennaio 1854 la sede del comune fu trasferita da Brasile a Bolzaneto, seguita due anni più tardi anche da quella della parrocchia. La prima sede municipale era un edificio, ancora esistente, affacciato sull'attuale piazza Francesco Bartolomeo Savi, da sempre centro del paese, allora chiamata "piazza del Prione".
Nel frattempo, sui terreni pianeggianti ricavati nell'ex greto del torrente furono edificate le prime case per ospitare gli abitanti espropriati delle loro abitazioni per la costruzione della linea ferroviaria. Gradualmente. negli anni successivi, tutta l'area compresa tra la piazza del Prione e il borgo della Chiappetta fu edificata, andando a costituire l'attuale abitato di Bolzaneto. L'antico borgo del Prione perse via via d'importanza e il centro del paese si spostò poco più a valle, nelle aree di nuova edificazione, dove fu costruita la nuova casa comunale, inaugurata nel 1878.
Il nuovo centro gravitava intorno alle piazze oggi denominate Livraghi (prospiciente il convento della Chiappetta, e che un tempo costituiva l'estrema propaggine della collina di Murta), Rissotto (sul sito dell'antico ponte per Murta, dove nei primi anni del Novecento sarebbe sorto il nuovo edificio scolastico) e Rismondo (dove aveva sede il capolinea tranviario della Val Polcevera e all'epoca chiamata "piazza delle Carrozze", perché vi facevano capo i mezzi di trasporto diretti verso le zone collinari).
Con il R.D. del 26 settembre 1869 il territorio comunale si ampliò, inglobando (su richiesta degli stessi abitanti) la frazione collinare di Murta, sulla sponda destra del Polcevera, fino ad allora dipendente dal comune di Rivarolo.

#### Le industrie
Nella seconda metà dell'Ottocento la zona, già agricola e luogo di villeggiatura di ricche famiglie genovesi, come tutta la Valpolcevera ebbe un imponente sviluppo industriale, con l'insediamento di numerose aziende; le più importanti furono le Ferriere Bruzzo (sorte alla fine degli anni ottanta), le Acciaierie Italiane, poi confluite nel consorzio ILVA, che trovarono collocazione nella zona a nord del Castello, nel frattempo convertito in villa signorile (e in seguito a ospedale) e più tardi il saponificio Lo Faro di Morigallo.
Accanto a queste vennero aperte diverse fabbriche tessili, legate in un primo tempo alla produzione della seta, che visse un periodo di popolarità in Val Polcevera negli ultimi decenni dell'Ottocento, prima di soccombere alla concorrenza dei paesi asiatici, ed in seguito a quella del cotone.
Grazie all'espansione edilizia e industriale i 740 abitanti indicati dal Casalis nel 1837 alla fine dell'Ottocento erano divenuti oltre 6 000 (un ulteriore forte incremento fu registrato con il censimento del 1911, quando risultarono quasi 10 000).

### Il Novecento

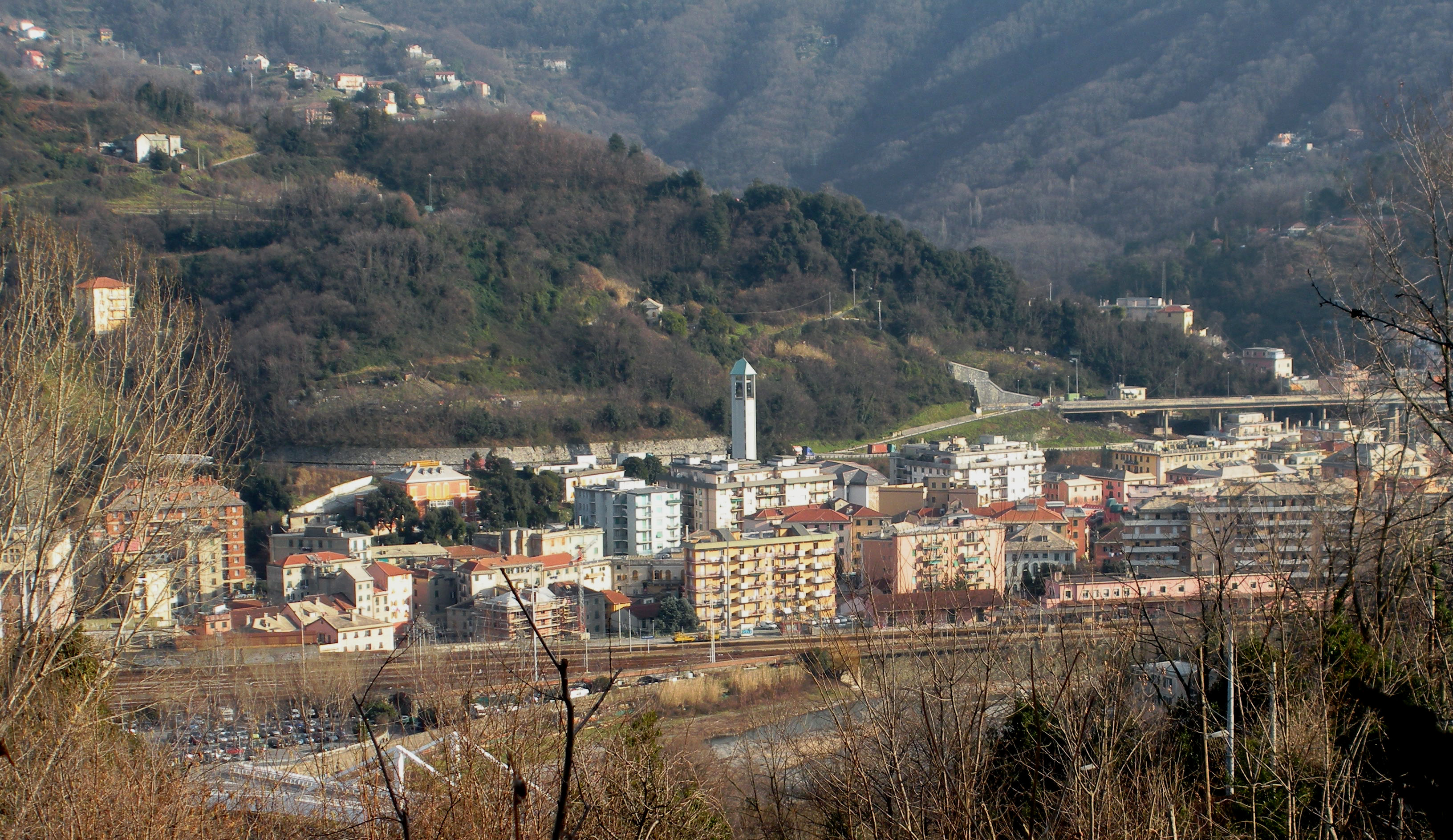
Vista da Murta; nella fotografia si distinguono a sinistra l'antico centro storico, sovrastato dalla villa Garibaldi, l'alto campanile della chiesa di N.S. della Neve e, a destra, la stazione ferroviaria.

Il nuovo secolo si aprì con l'inaugurazione, il 15 marzo 1900, della tranvia elettrica che sostituiva quella a cavalli, prolungata qualche mese dopo fino a Pontedecimo.
Nel 1913 fu aperto l'oleificio Gaslini, che aveva sede presso il borgo vecchio, in un grande edificio ora occupato da aziende artigiane, nel quale dal 1929 furono trasferiti da Milano anche gli uffici amministrativi. Nei primi decenni del Novecento si ebbe una forte espansione di tutte le aziende industriali; in particolare, negli anni venti le industrie del settore siderurgico, favorite anche dalle commesse militari durante la prima guerra mondiale, arrivarono ad avere complessivamente oltre 3 000 dipendenti.
Con il regio decreto-legge n. 74 del 14 gennaio 1926, il Comune di Genova si espandeva inglobando 19 comuni della Val Polcevera, della Val Bisagno e delle due riviere, a Levante e a Ponente. Il comune di Bolzaneto fu così abolito ed entrò a far parte della cosiddetta Grande Genova.

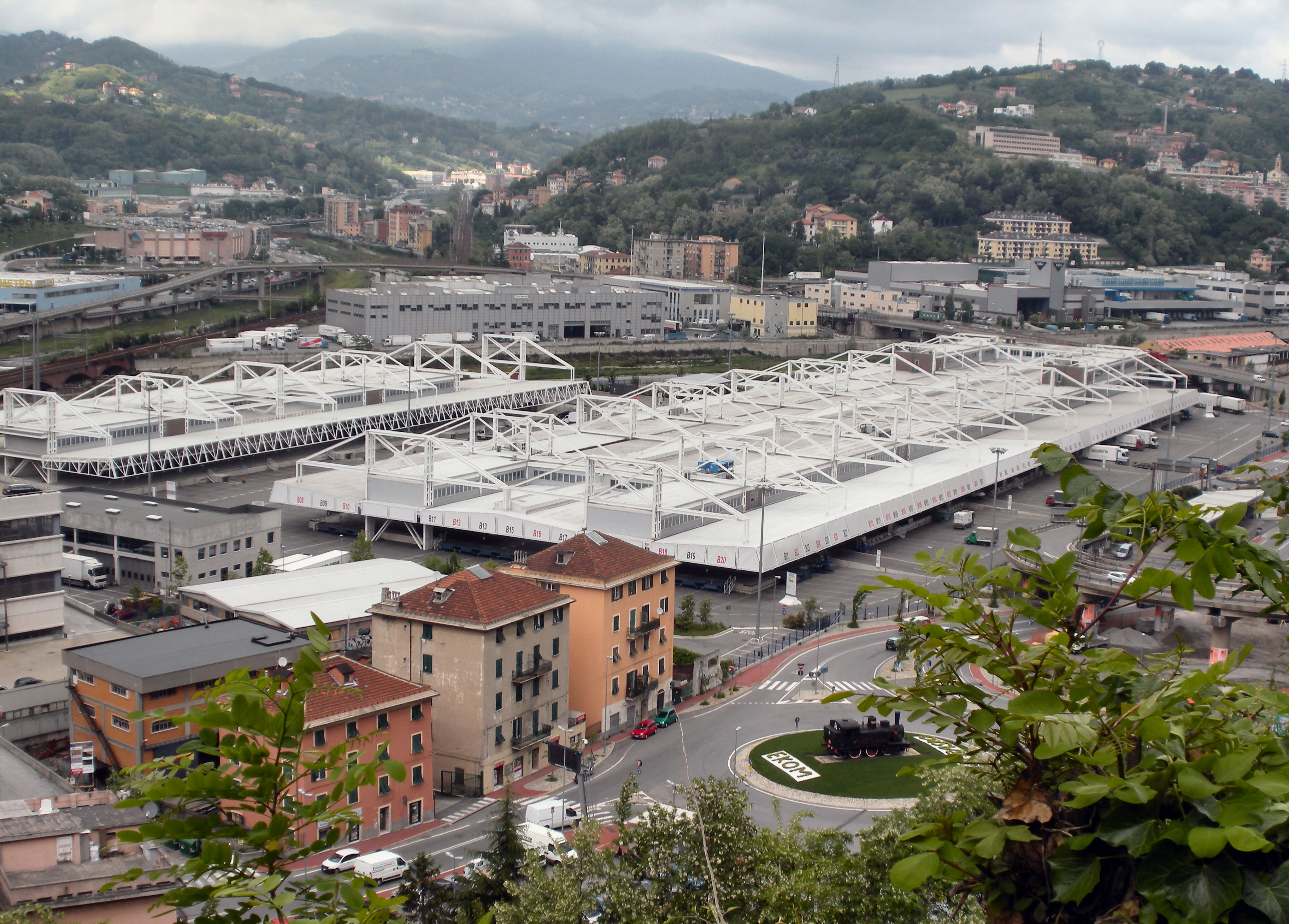
Il mercato ortofrutticolo

Dopo la seconda guerra mondiale, la crisi dell'industria siderurgica portò ad un ridimensionamento delle Ferriere Bruzzo (chiuse definitivamente nel 1957) e su alcune aree di queste fu costruita la fabbrica di refrattari SANAC (dopo il trasferimento di questa azienda, sulla stessa area è stato costruito il nuovo mercato ortofrutticolo di Genova, qui trasferito nell'ottobre 2009 dalla vecchia sede di corso Sardegna, nel quartiere di San Fruttuoso).
Nell'immediato dopoguerra la scelta politica di assegnare a Genova il ruolo di terminal petrolifero (con la costruzione del porto petroli nel quartiere di Multedo) favorì l'insediamento di industrie legate a questo settore.
Sulla collina di S. Biagio negli anni cinquanta fu costruita la raffineria ERG, poi chiusa nel 1988, anche a seguito della crescente attenzione della popolazione agli aspetti ambientali del territorio ed ai rischi per la sicurezza introdotti da questo tipo di aziende; su quest'area sorgono ora il centro commerciale "L'aquilone" (comprendente un ipermercato della Coop Liguria e numerosi esercizi commerciali) e un nuovo quartiere residenziale.
Analogamente a queste altre aree, dismesse a partire dagli anni sessanta a causa della chiusura di molte fabbriche storiche sono ora riutilizzate da imprese artigiane e commerciali.

#### Bolzaneto e il G8 di Genova del 2001
Nei pressi di Bolzaneto, in una zona prevalentemente occupata da insediamenti industriali e commerciali, ai piedi della collina di Cremeno, si trova una caserma del reparto mobile della Polizia di Stato.
Questo insediamento è divenuto famoso nelle cronache internazionali per gli abusi commessi da alcuni funzionari di polizia nei confronti di persone fermate nel corso dei disordini avvenuti durante il vertice del G8 di Genova del 2001. Come è stato testimoniato nel corso del processo, tuttavia, è importante evidenziare che le persone portate e fermate a Bolzaneto molto raramente sono state isolate nel corso di disordini: più spesso sono state portate nella caserma dopo il massacro della scuola Diaz, oppure sono state prelevate in condizioni totalmente inoffensive per il mantenimento dell'ordine pubblico. Per questi abusi nel luglio 2008 15 dei 44 funzionari di polizia coinvolti sono stati condannati dal tribunale di Genova.

## Frazioni e località

### Brasile

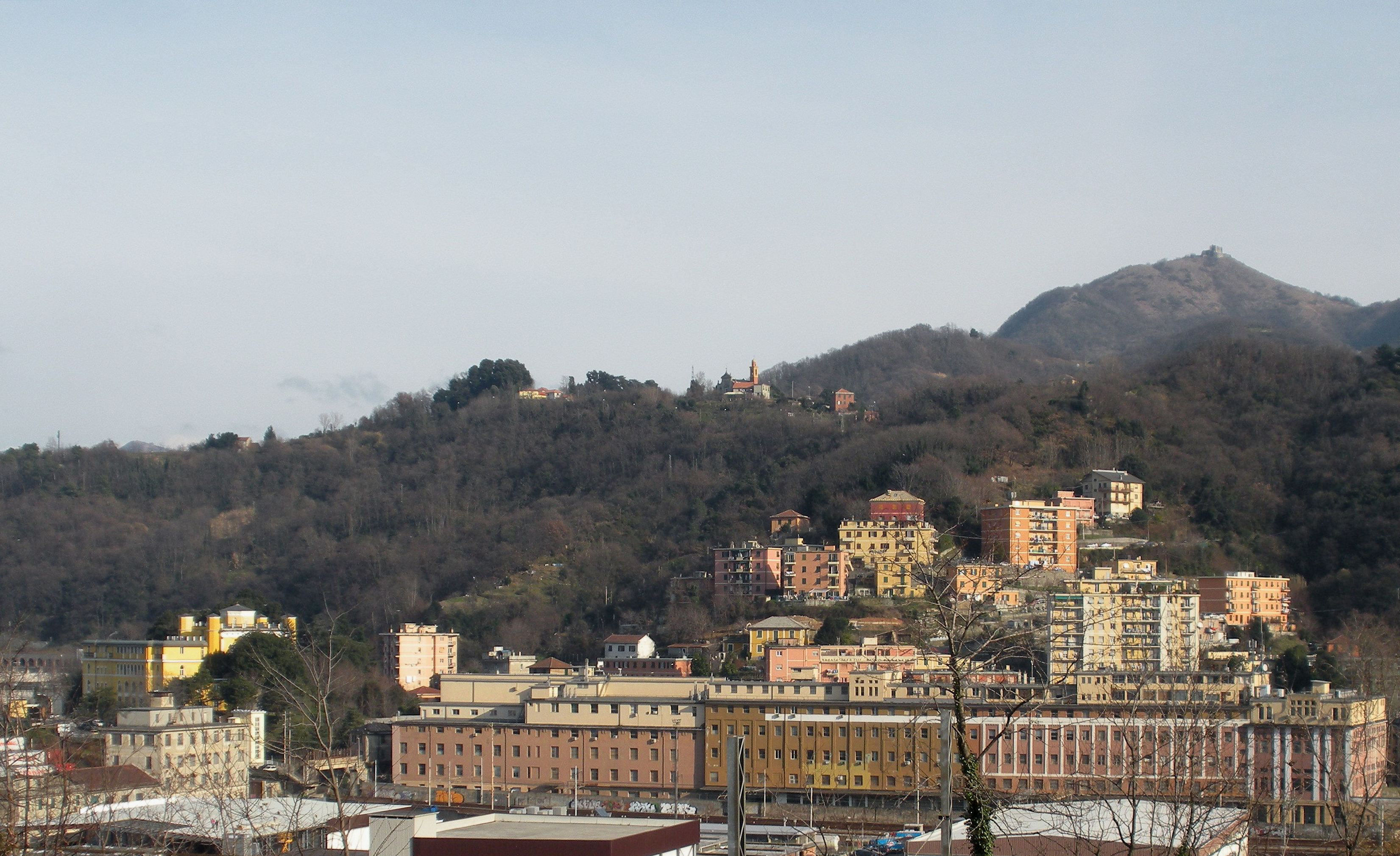
Veduta della collina di Brasile (ai piedi della quale si vede a sinistra il castello e in primo piano la mole dell'ex oleificio Gaslini).

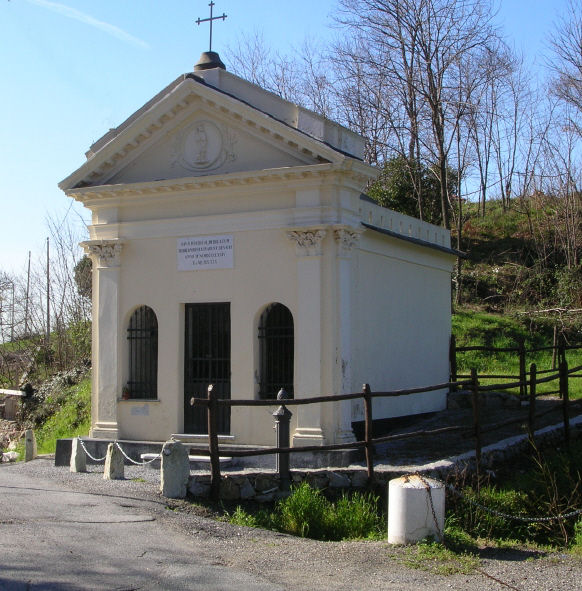
La cappelletta di San Rocco, a Brasile.

Brasile, in ligure Braxî ([braˈʒiː]), che si trova in collina sul versante sinistro della Valpolcevera, fino al 1854 fu comune autonomo, con giurisdizione su Bolzaneto e Cremeno.
Il nome del paese deriva probabilmente dal legno della pianta tropicale detta appunto brasile (una leguminosa del genere Caesalpinia, dalla quale si ricavava fin dal Medioevo un colorante rosso), e che ha dato il nome all'omonimo paese del Sud America; in un documento datato 1139 viene citato, tra le merci vendute dagli operatori locali, il "bracile", specificando trattarsi di un colorante rosso. Questo prodotto è poi menzionato anche in documenti nei secoli successivi, a testimoniare l'importanza di questo commercio nell'economia locale.
Brasile è una piccola frazione, composta da poche case sparse sulla collina che culmina con la chiesa di Nostra Signora del Buon Consiglio.
Anche in passato Brasile, nonostante il ruolo di capoluogo comunale, non doveva essere più grande di quanto sia oggi, stando allo storico rivarolese Giovanni Cipollina che così la descrive: La prima chiesetta nascosta fra i castagni, sul ciglio della vetta, che termina la costiera settentrionale dei due Gemini (Due Fratelli), ha dintorno pochi casolari sparsi e vigneti. Ma nel Medioevo vi risiedevano importanti personalità che ebbero ruoli di spicco nel governo della città di Genova (viene ricordato Ansaldo di Brasile che fu Console di Genova dal 1099 al 1102).
La sua posizione a poca distanza dalla via Postumia ne aveva infatti favorito lo sviluppo economico, grazie al commercio dei prodotti agricoli coltivati nei dintorni, facendone anche uno dei centri residenziali preferiti da funzionari della Repubblica di Genova, commercianti e proprietari fondiari.
Pur divenendo all'inizio del XIX secolo il capoluogo comunale, con lo spostamento dei traffici lungo le nuove strade di fondovalle, il paese rimase isolato e perse di importanza, a vantaggio della frazione di Bolzaneto, che alla metà del secolo divenne la sede dell'amministrazione municipale ed anche della parrocchia.

### Cremeno

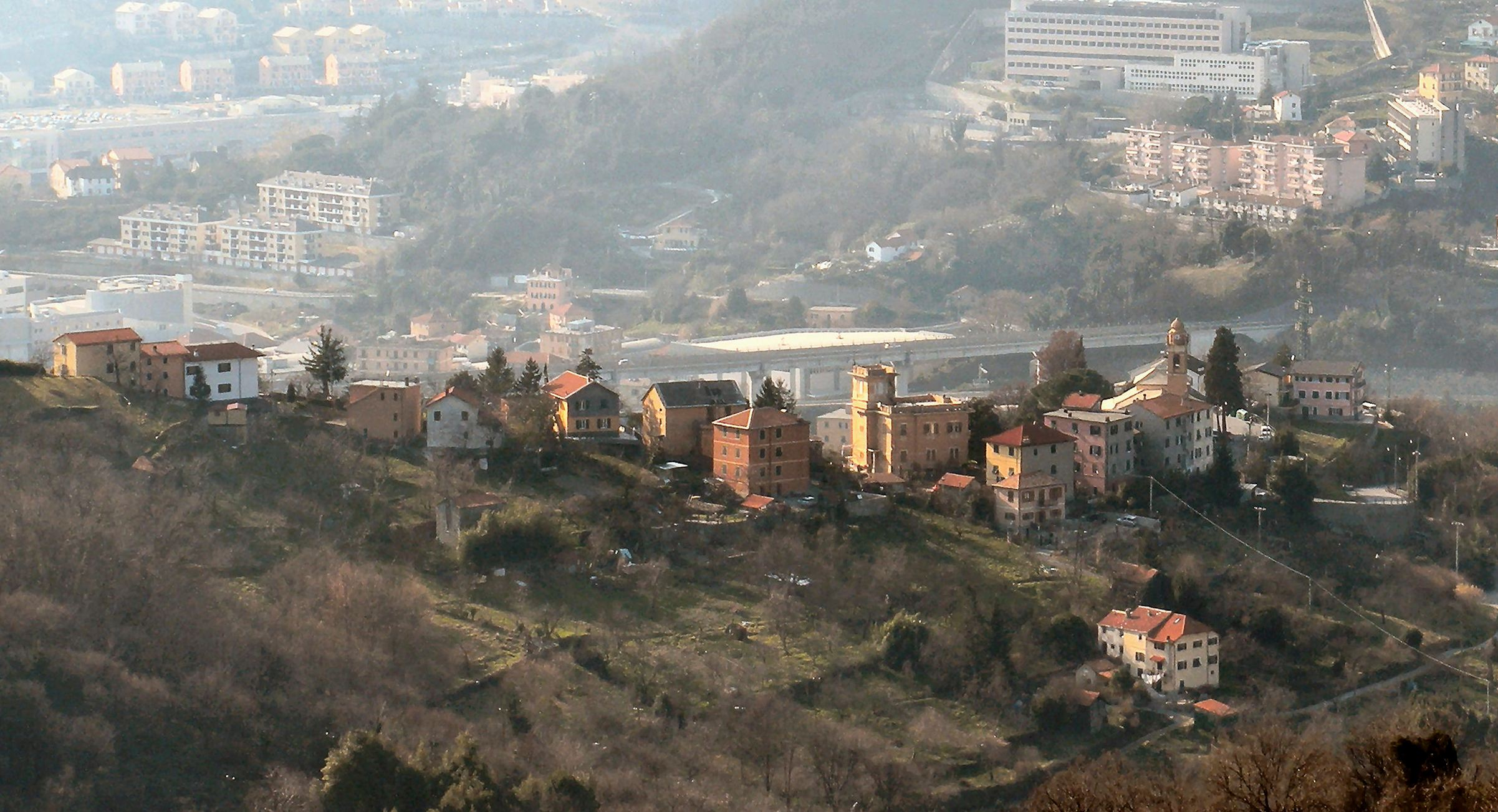
Veduta di Cremeno

Cremeno, in ligure Cremèn ([ˈcremen]), è un paese in collina sul versante sinistro del torrente Sardorella, poco prima della sua confluenza nel Secca. Il nome deriva da quello della famiglia Carmandino (in ligure Carmæn, da cui Cremèn), il cui capostipite Ido (o Guido) Carmandino, governatore del Comitato genovese della Marca obertenga del re d’Italia Berengario II, si insediò a Cremeno nel 952 con il titolo di visconte. Nei secoli successivi i suoi discendenti ebbero importanti incarichi nel governo della Repubblica di Genova. Dai Carmandino discesero altre importanti famiglie patrizie genovesi, tra cui quella degli Spinola.
Tra il Seicento e il Settecento diverse famiglie genovesi nobili o benestanti costruirono le loro residenze estive sulla collina di Cremeno. Tra questi i Pedesina (ai quali si deve il rifacimento della chiesa di San Pietro nel 1642) e soprattutto i Cambiaso, che all'inizio del Settecento fecero costruire nei pressi del paese una lussuosa dimora e svilupparono la frutticoltura, già praticata da epoche remote, facendo del paese un rinomato produttore di frutta e verdura di qualità.
Anche i Cambiaso, nella prima metà del Settecento, contribuirono ad un nuovo rifacimento della chiesa e all'innalzamento del campanile, mettendo a disposizione per le funzioni religiose la propria cappella privata durante l'esecuzione dei lavori.

### Geminiano

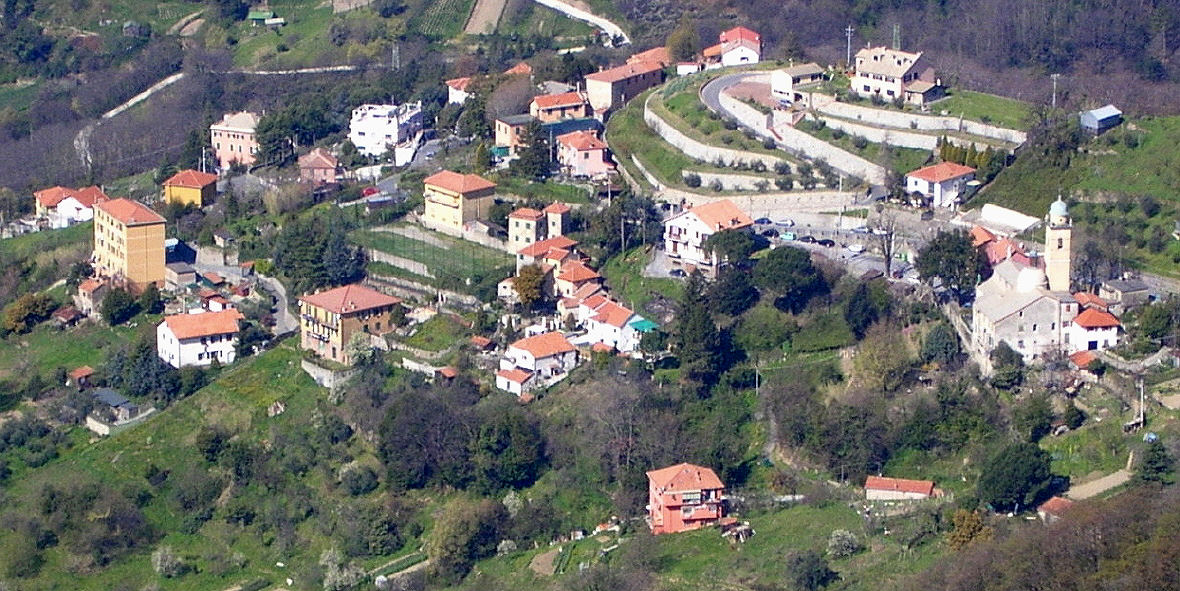
Veduta di Geminiano.

Geminiano, in ligure Zemignan ([ˈzeːmiJan]), è un paese formato da case sparse dal fondovalle del torrente Goresina fino alla località Campora, fin da tempi remoti luogo di transito lungo l'antica strada che da Genova per costa di monte portava in Valpolcevera, come testimoniato dal ritrovamento di resti di ceramiche databili intorno al I secolo a.C.
Il nome deriva da “Gemini” ("gemelli" in latino), antico nome con il quale erano indicati i monti popolarmente chiamati “I Due Fratelli”, che si levano alle spalle del paese.

### Morego e Morigallo

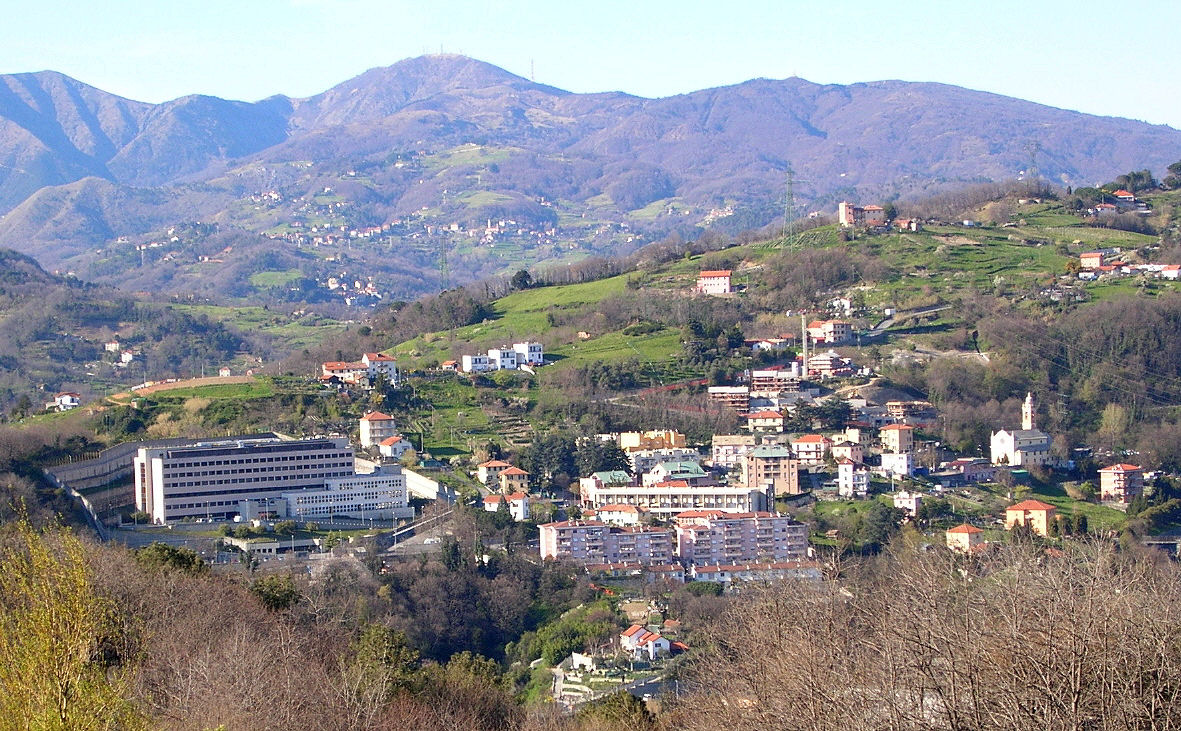
Morego con la sede dell'Istituto Italiano di Tecnologia

Morego, in ligure Meuregu ([ˈmøreɡu]; anticamente, e ancora a livello locale, Meurgo [ˈmøːrɡu]), insieme a Morigallo, Serro e San Biagio, fino al 1926 faceva parte del soppresso comune di San Quirico.
Il paese, in epoca medioevale chiamato Castrum Medolicum, è situato su un'altura in vista della confluenza tra Secca e Polcevera; anticamente posto di vedetta e luogo di transito sulla via verso l'alta Valpolcevera, è oggi una zona residenziale, .
In un grande edificio adiacente al paese, fino alla metà degli anni novanta occupato da un centro informatico dell'Agenzia delle entrate ha sede dal 2005 l'Istituto italiano di tecnologia (IIT).
Nei pressi della confluenza del torrente Secca nel Polcevera, ai piedi della collina di Morego, c'è la località di Morigallo (anticamente Muruallo), un tempo coltivata a frutteto ed oggi quasi completamente occupata da insediamenti industriali e commerciali, presenti in particolare nell'area dell'ex saponificio Lo Faro.
Di Morigallo, in ligure Moigallu ([ˈmuiːɡallu]), situato presso il ponte sul Secca, si hanno notizie dal 1222, quando qui esisteva un convento con annesso ricovero per indigenti e pellegrini, in cui operavano religiosi di vari ordini ed una chiesa, dedicata a S. Margherita, risalente ai primi anni del XII secolo, della quale oggi non rimangono tracce.
L'origine del nome Morigallo è incerta, sarebbe comunque da escludere l'ipotesi fatta da alcuni storici del passato che potesse derivare da una sconfitta militare qui subita da truppe francesi.

### Murta

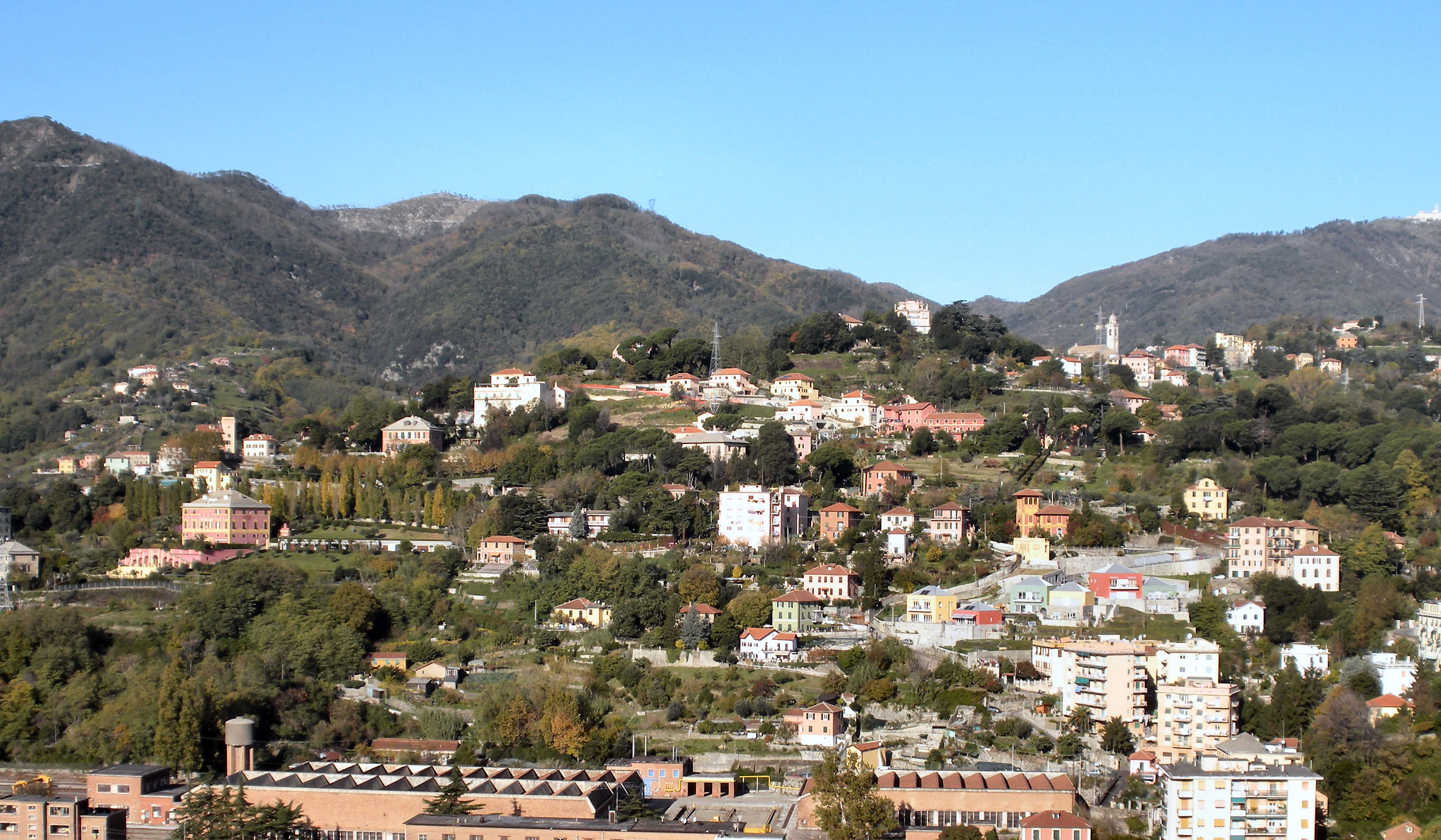
La collina di Murta

Murta, in ligure Mörta ([ˈmurta]), il cui nome deriva dalla pianta del mirto (che in latino è detta appunto “murta”), è un paese in collina sul versante destro della Valpolcevera, comprendente un nucleo centrale attorno alla parrocchiale dedicata a San Martino, citata dal 1143, diversi gruppi di case rurali e numerose villette sparse nel verde sul versante collinare che degrada verso il Polcevera.
Un tempo paese agricolo e luogo di villeggiatura di ricche famiglie genovesi, nella seconda metà dell'Ottocento fu scelta come residenza estiva anche da molte famiglie borghesi benestanti, che vi fecero costruire eleganti villette. Oggi è una zona residenziale.

## Monumenti e luoghi d'interesse

### Architetture militari

#### Castello di Bolzaneto

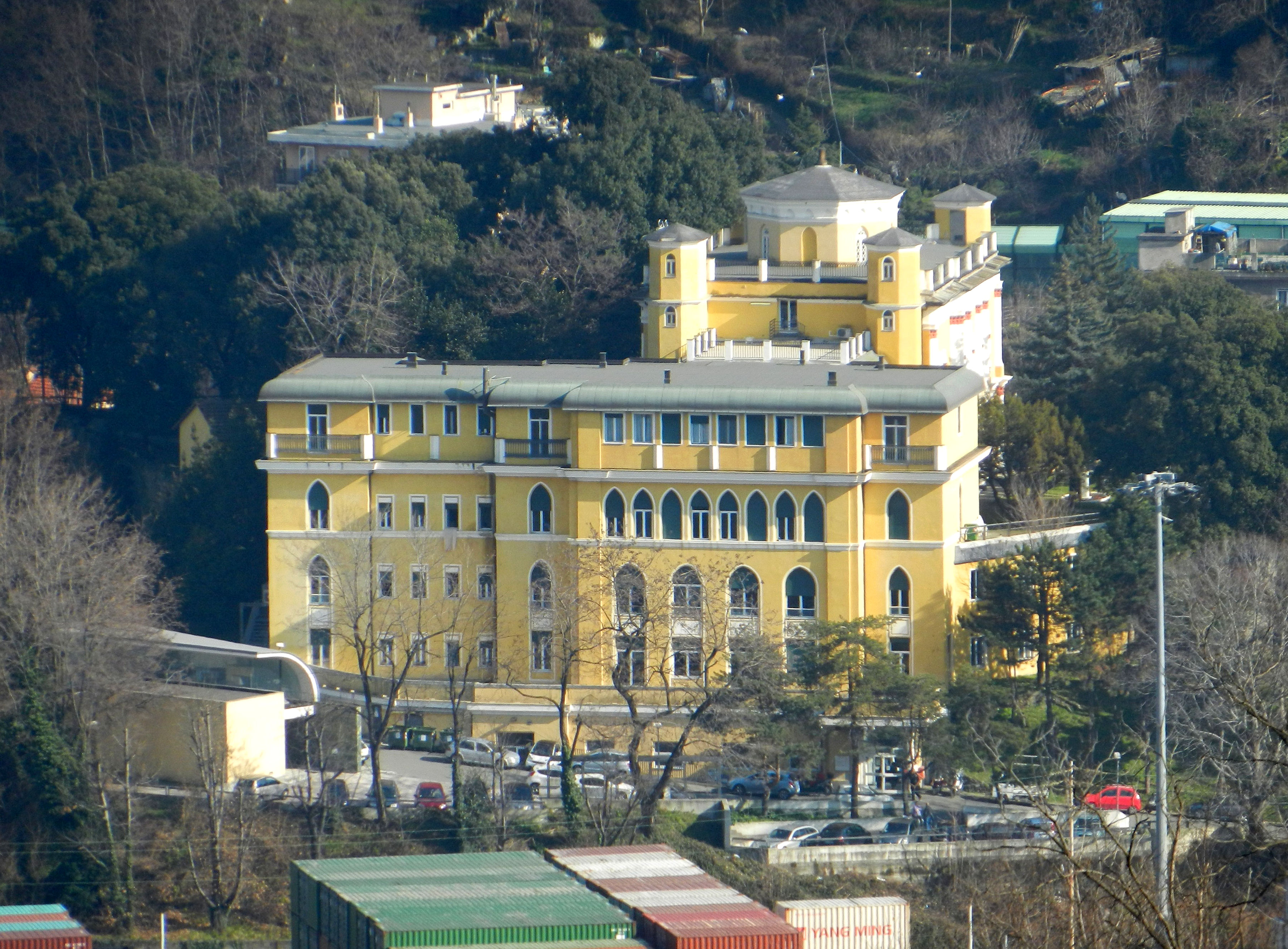
Il castello visto dalla collina di Murta.

Il castello di Bolzaneto, in origine fortilizio militare, si trova a poca distanza dal casello autostradale di Bolzaneto. Più volte distrutto, ricostruito e rimaneggiato, divenne all'inizio del Novecento un'elegante residenza signorile, ed è attualmente utilizzato come struttura sanitaria. In origine in posizione strategica per il controllo del territorio circostante, alla confluenza del Secca nel Polcevera fu costruito dalla famiglia Adorno all'inizio del XIV secolo. Distrutto tra il 1336 e il 1337, negli scontri tra fazioni guelfe e ghibelline, fu ricostruito dalla Repubblica di Genova nel 1380. Nel 1435, durante la guerra tra la Repubblica di Genova e il Ducato di Milano, appoggiato dalla fazione ghibellina, cadde nelle mani delle truppe di Filippo Maria Visconti, che si arresero alla fine di quello stesso anno, quando una sollevazione popolare cacciò i Visconti da Genova. Dopo quella vicenda il fortilizio non si è più trovato al centro di fatti d'armi di rilievo; durante le vicende belliche del 1746-1747 ed ancora nel 1800 fu occupato dalle truppe austriache, ma non si ha notizia del suo coinvolgimento in scontri armati. Rimasto per molto tempo abbandonato, all'inizio del Novecento fu trasformato in villa di campagna e poi in ospedale, attivo fino agli anni ottanta del Novecento. Dal 2002 ospita una RSA e un "hospice" per malati terminali gestito dall'Associazione Gigi Ghirotti Onlus Genova.

#### Forti
I monti alle spalle di Bolzaneto sono caratterizzati dalla presenza di alcune fortificazioni costruite sui crinali a nord delle Mura Nuove tra il XVIII e il XIX secolo come presidio a difesa della città di Genova.
I due forti costruiti sulle cime del monte detto "Due Fratelli", erano detti, in riferimento alla loro posizione, "Fratello Maggiore" e "Fratello Minore". Furono costruiti dal governo sabaudo nella prima metà dell'Ottocento, subito dopo l'annessione della Repubblica Ligure (denominazione napoleonica della ex Repubblica di Genova) al Regno di Sardegna.
Il primo, a forma di semplice torrione, fu demolito negli anni trenta del Novecento per crearvi una postazione antiaerea, il secondo è ancora sostanzialmente integro e domina la vallata dal monte Spino (622 m s.l.m.).
Il "Forte Diamante", posto sulla vetta del monte omonimo, nel territorio del comune di Sant'Olcese, sorge più arretrato rispetto ai Due Fratelli ma è ben visibile da molte parti del territorio bolzanetese. Tra i forti genovesi è uno dei meglio conservati; fu costruito nel Settecento dalla Repubblica di Genova e poi completato ed ampliato nella prima metà dell'Ottocento dal governo sabaudo.
Questi forti possono essere raggiunti attraverso brevi percorsi escursionistici (circa un'ora di cammino), dalla Val Polcevera, con inizio da Begato o Geminiano, da Trensasco (frazione di Sant'Olcese) oppure da Genova, partendo dal Righi.

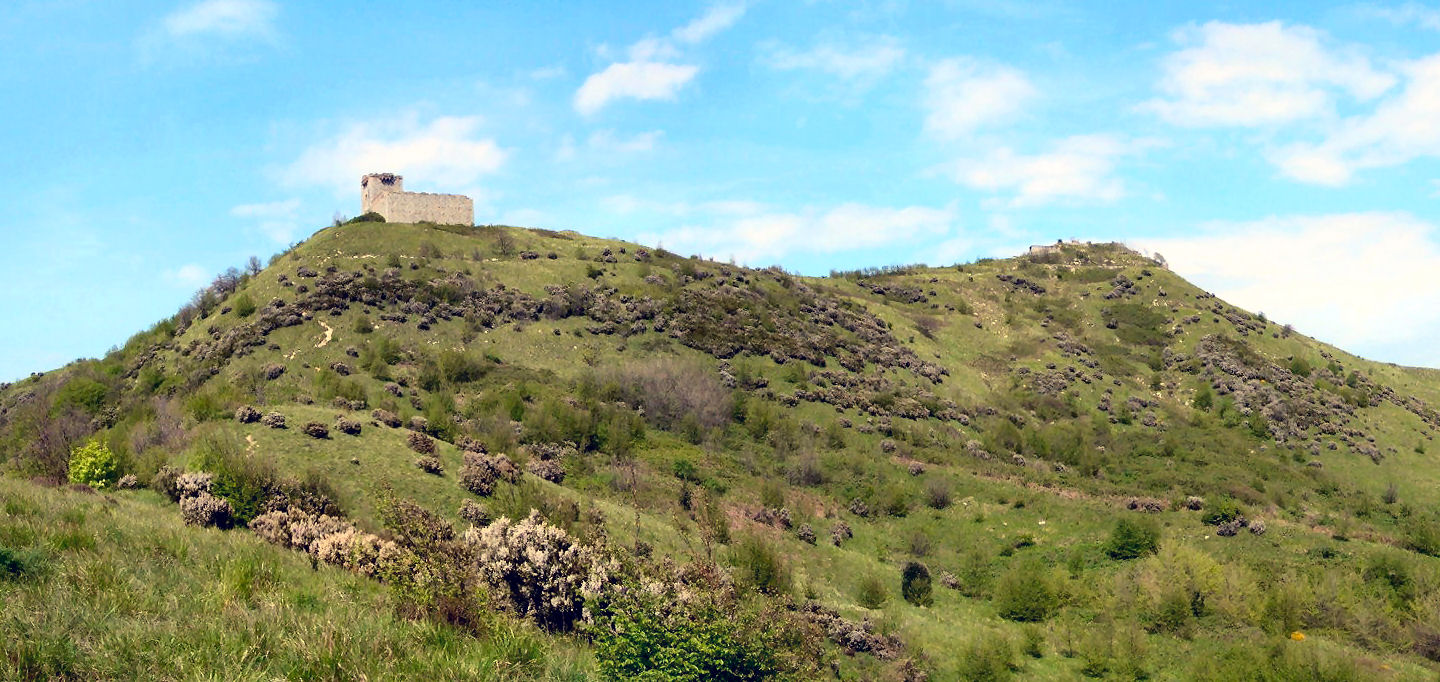
Veduta d’insieme dei “Due Fratelli”.
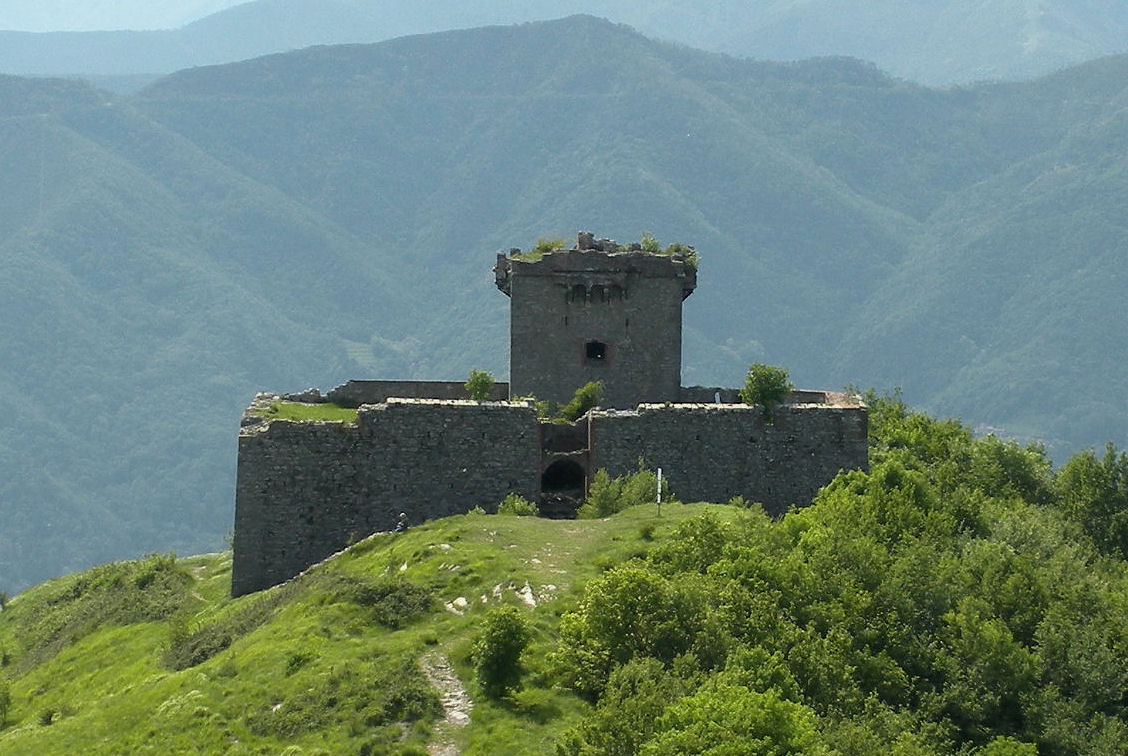
Forte detto "Fratello Minore".
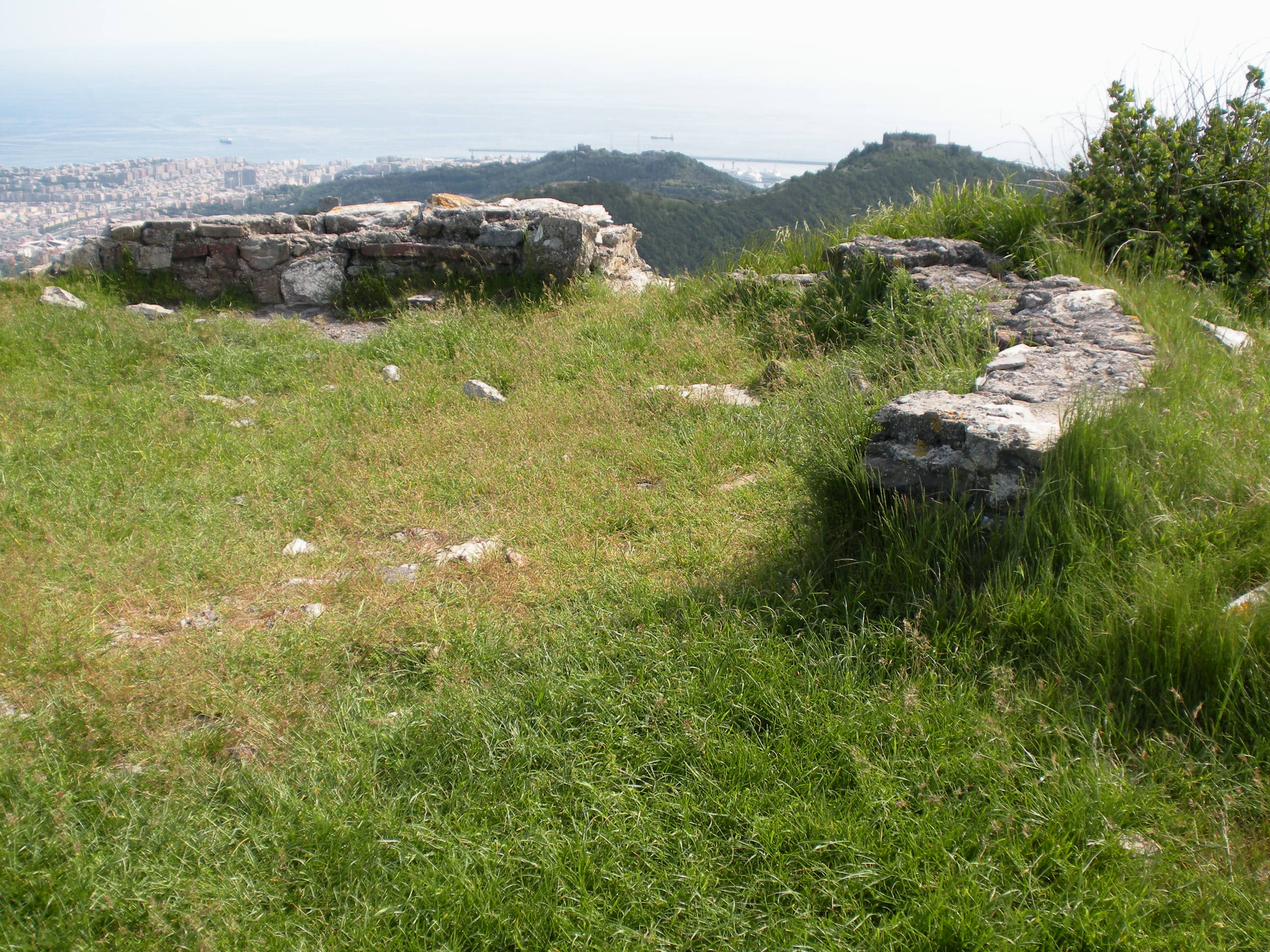
Resti delle postazioni contraeree costruite sul sito su cui sorgeva il forte "Fratello Maggiore".
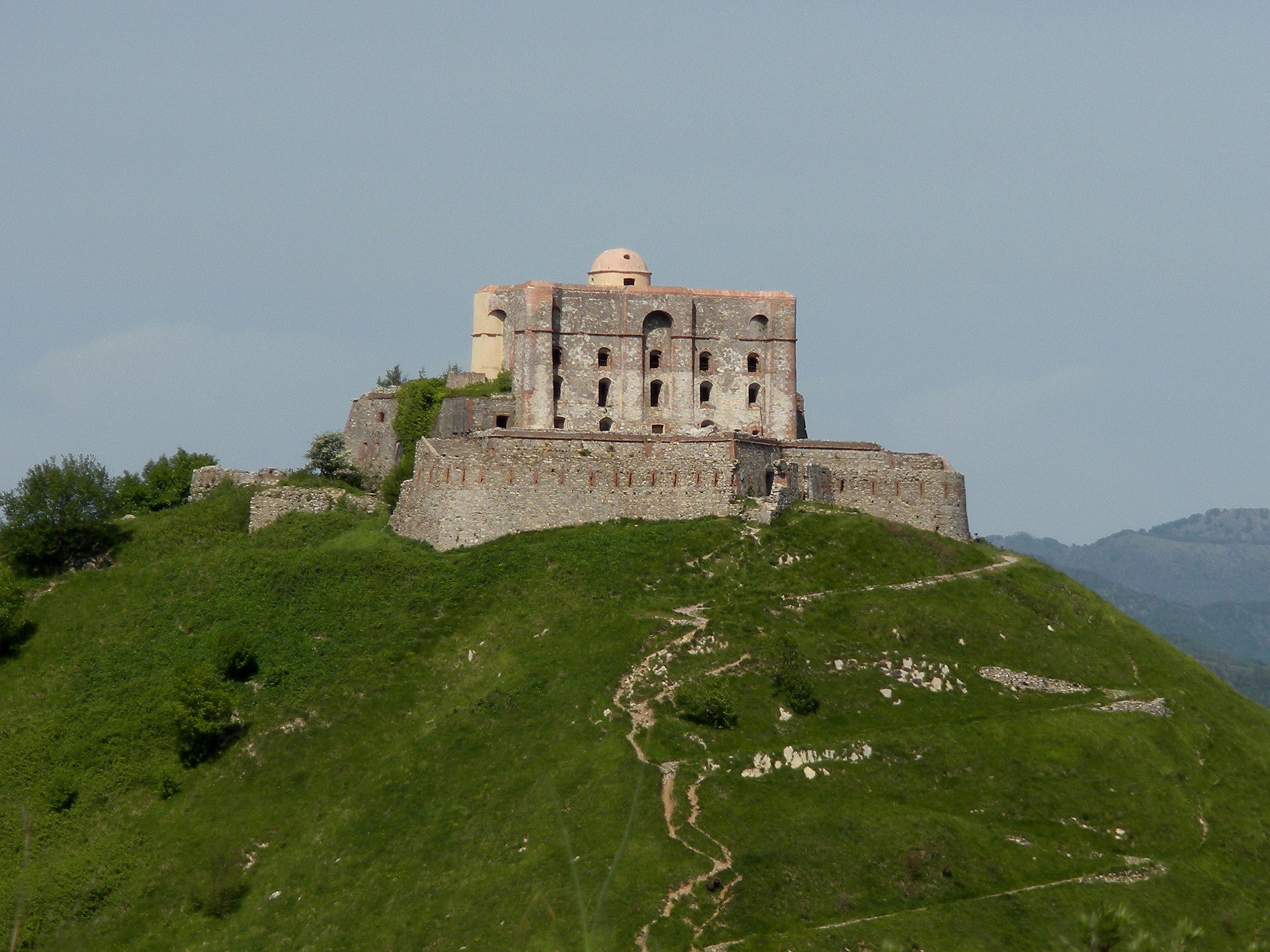
Forte Diamante.

### Architetture civili
Sebbene l'estensione territoriale del quartiere ed ex comune di Bolzaneto sia relativamente contenuta, restano numerose testimonianze dei palazzi di villa appartenuti a ricche famiglie genovesi, costruiti tra il Seicento e l'Ottocento. La maggior parte di questi edifici, anche se spesso contornati da insediamenti industriali o commerciali, sono adibiti a funzioni scolastiche, di ufficio o convertiti in eleganti condomini. La maggior parte di queste ville sorge sulla collina di Murta, ma se ne trovano anche in altre zone del quartiere. Tra gli esempi più significativi si possono citare:

#### Ville
- Villa Ghersi-Carrega (XVII secolo), si trova lungo la "Via Nazionale" all'ingresso di Bolzaneto provenendo da Rivarolo. Nel corso del suo soggiorno a Genova (1624-1627) nella villa fu ospitato il pittore fiammingo Antoon van Dyck. È sede del Municipio V - Valpolcevera.
- Villa Clorinda, sulla collina di Murta, appartenne alle famiglie Bonarota, Doria e Costa. Durante l'occupazione austriaca, da aprile a luglio del 1747, gli occupanti vi insediarono il loro stato maggiore. Successivamente è stata convertita in condominio.
- Villa Rivarola-Drago, sorge sul versante orientale della collina di Murta. Fu successivamente trasformata in condominio.
- Palazzo Pareto (XVIII secolo), nei pressi di Romairone, appartenne alle famiglie Cicopero, Pareto e Pozzoni; nel Novecento intorno ad esso sorsero vari insediamenti industriali che ne portarono a un graduale declino. Oggi, pur parzialmente ristrutturato, è in stato di degrado e il suo futuro appare incerto, trovandosi a poca distanza dal tracciato della progettata gronda autostradale. Oltre ad essere inserito nel Catalogo generale dei Beni Culturali, è sottoposto a una serie di vincoli della soprintendenza sin dal 1909.[21]
- Villa Cambiaso (XVIII secolo), presso la frazione di Cremeno, fu residenza estiva di Giovanni Battista Cambiaso, doge dal 1771 al 1773, conosciuto soprattutto per aver costruito a proprie spese la strada di fondovalle della Val Polcevera. Successivamente è stata trasformata in condominio.
- Villa Garibaldi (Ottocento), nei pressi del nucleo storico di Bolzaneto, fu fatta costruire da mons. Pietro Antonio Garibaldi, passando poi al nipote Nicolò Garibaldi. Nella seconda metà dell'Ottocento perse parte del suo parco per l'apertura di via Pasquale Pastorino. Successivamente è divenuta sede di una scuola materna.
- Palazzo Badaracco (precedente al 1765), nella zona di Murta.[22]

Anche il castello di Bolzaneto fu trasformato in villa da Carlo Pastorino nella seconda metà dell'Ottocento. Tra i palazzi scomparsi, quelli della famiglia Durazzo-Cataldi a Romairone, dei quali - accanto al centro commerciale L'Aquilone - resta la cappella gentilizia in disuo (sottoposta a vincolo), e quello Mari-Debarbieri, che sorgeva a monte del convento di San Francesco, demolito per lo scavo del nuovo letto del Polcevera; i proprietari espropriati, la famiglia Debarbieri, fecero costruire, poco più a monte (in corrispondenza del ponte intitolato alla Divisione Alpina Cuneense) un più modesto ma pur sempre elegante palazzo, successivamente sede di uffici.

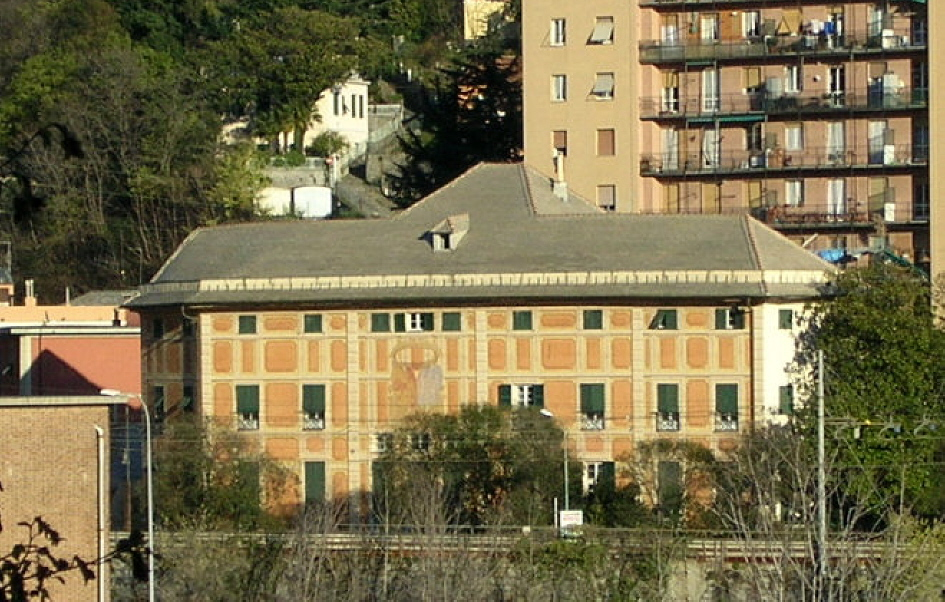
Villa Carrega-Ghersi.
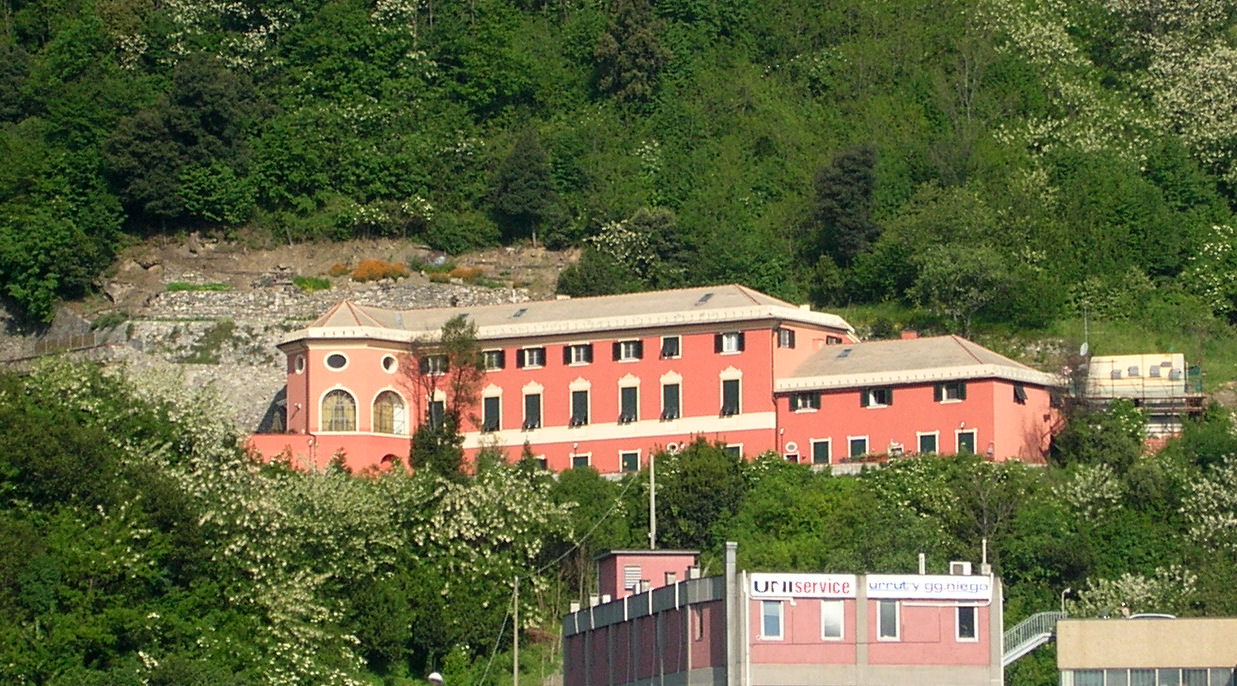
Villa Rivarola-Drago.
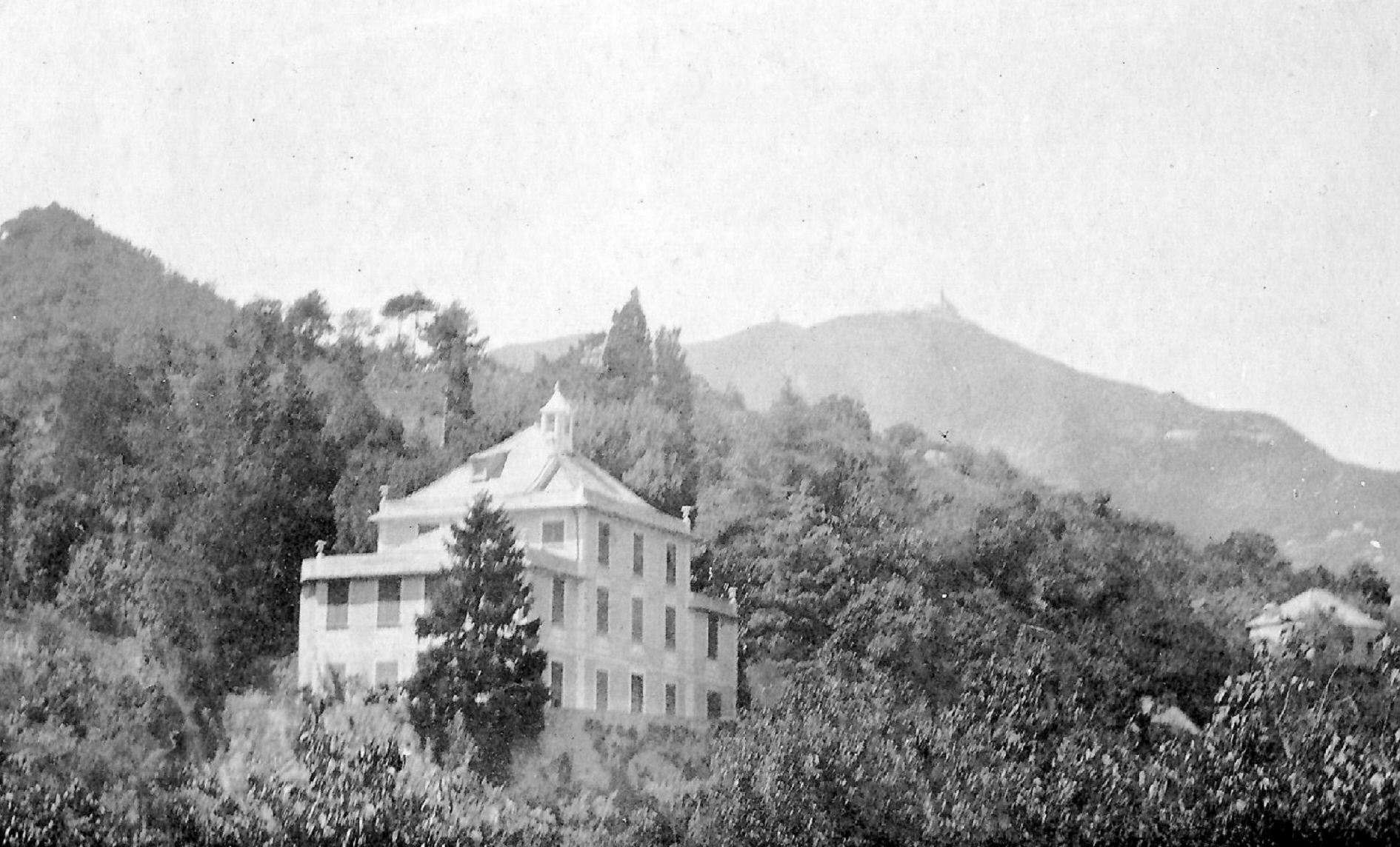
Villa Pareto-Pozzoni in una fotografia dei primi del Novecento.
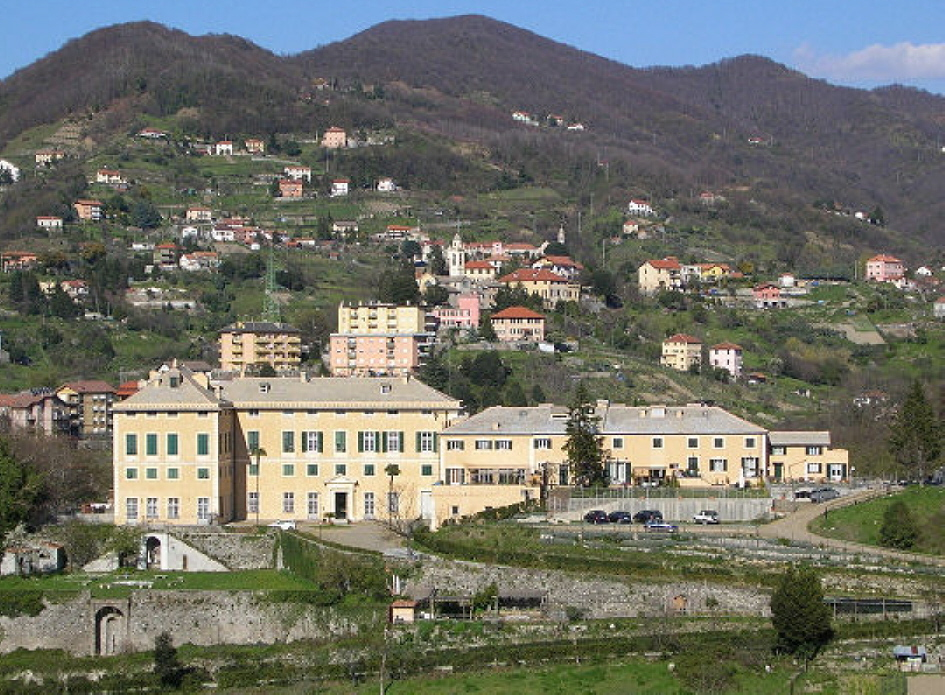
Villa Cambiaso a Cremeno.
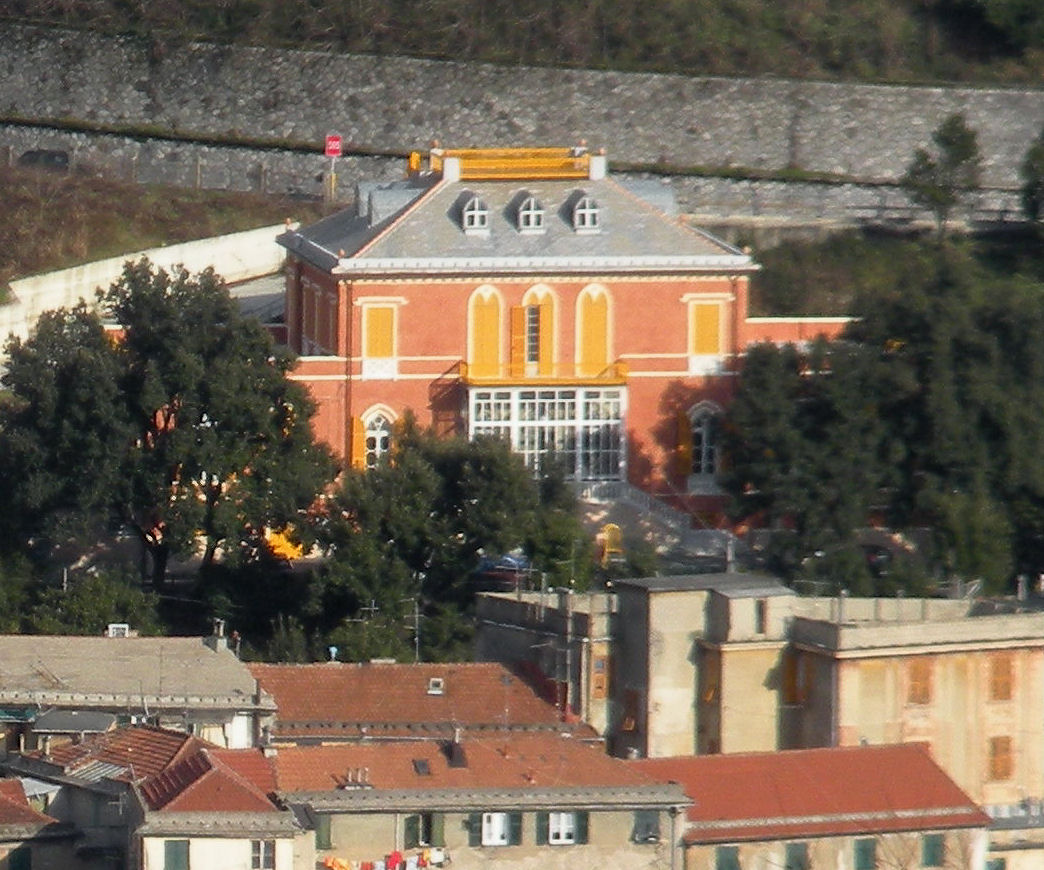
Villa Garibaldi.
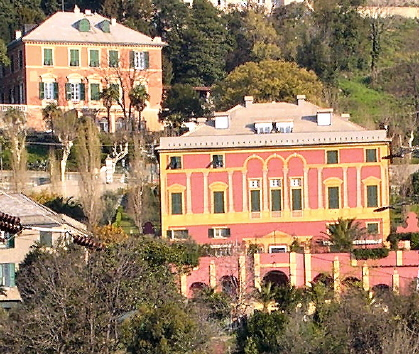
Villa Clorinda.
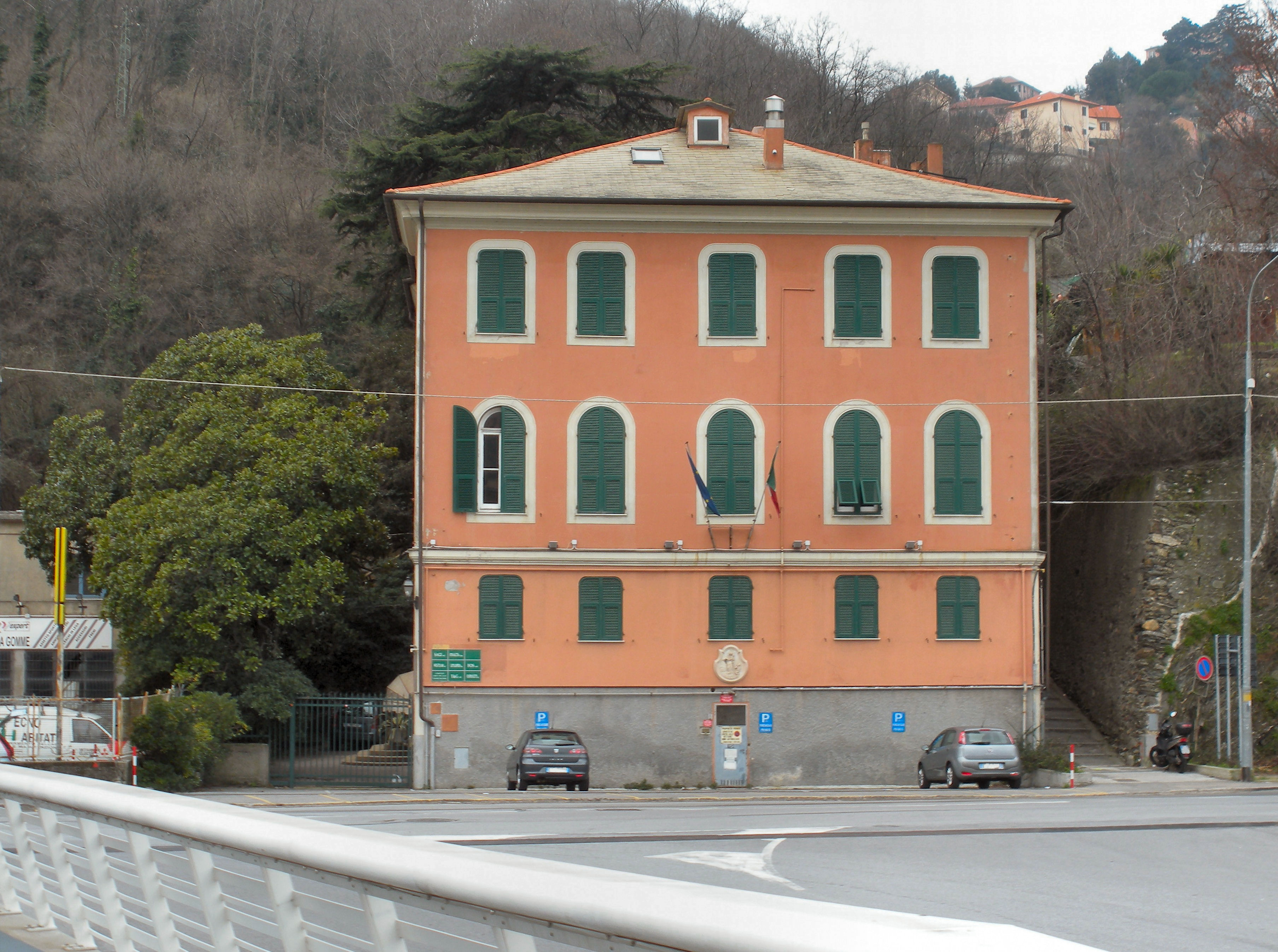
Palazzetto Debarbieri.
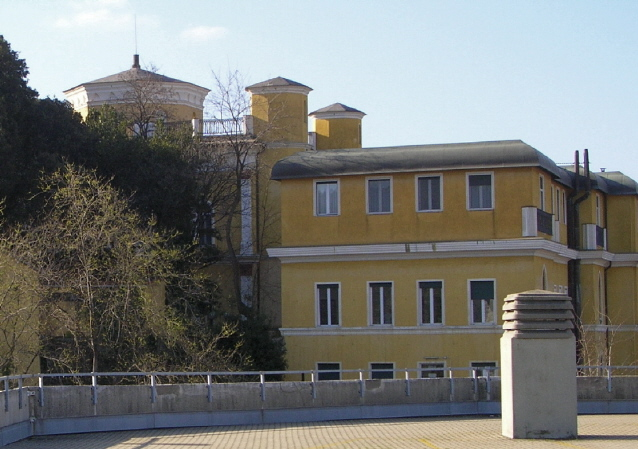
Villa Pastorino.
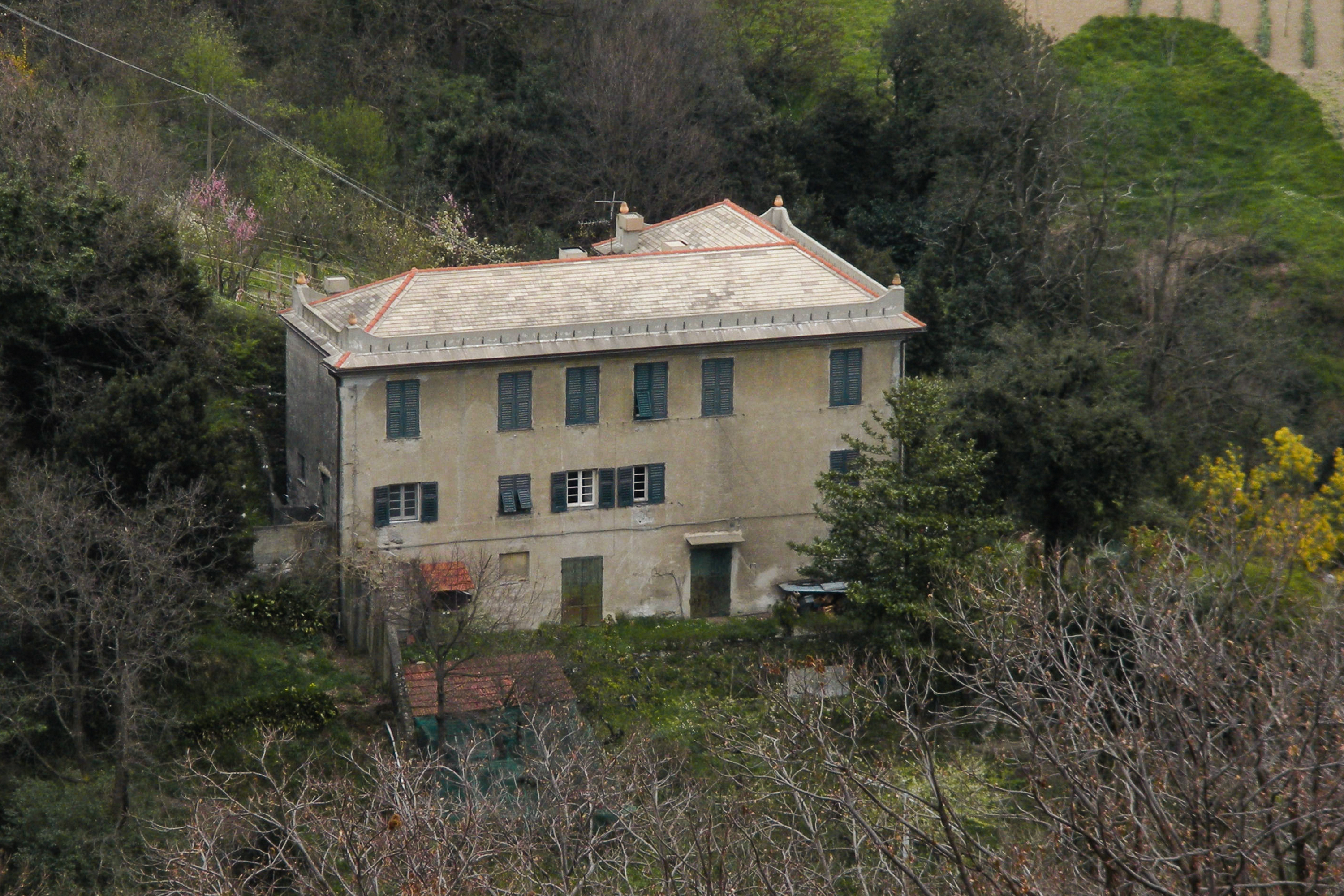
Palazzo Badaracco.
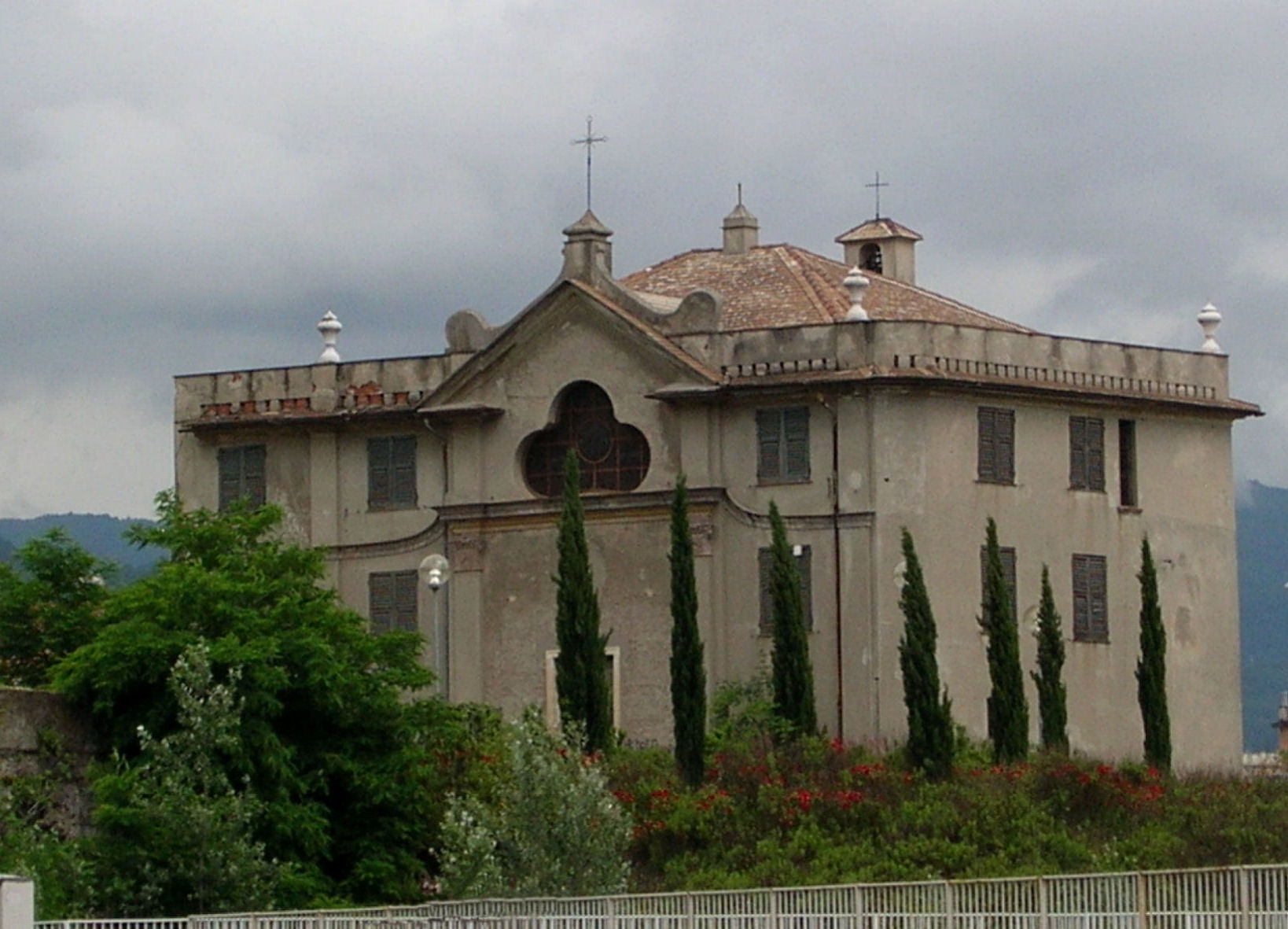
La cappella Durazzo-Cataldi, unico elemento rimanente della villa gentilizia.

#### Edifici pubblici
- Camera del Lavoro, ex Casa Littoria del comune di Bolzaneto (anni '30 del Novecento). Significativo esempio di architettura razionalista inserito nel Catalogo generale dei Beni Culturali. Dal dopoguerra adibita a funzioni sociali e Camera del Lavoro.[24]

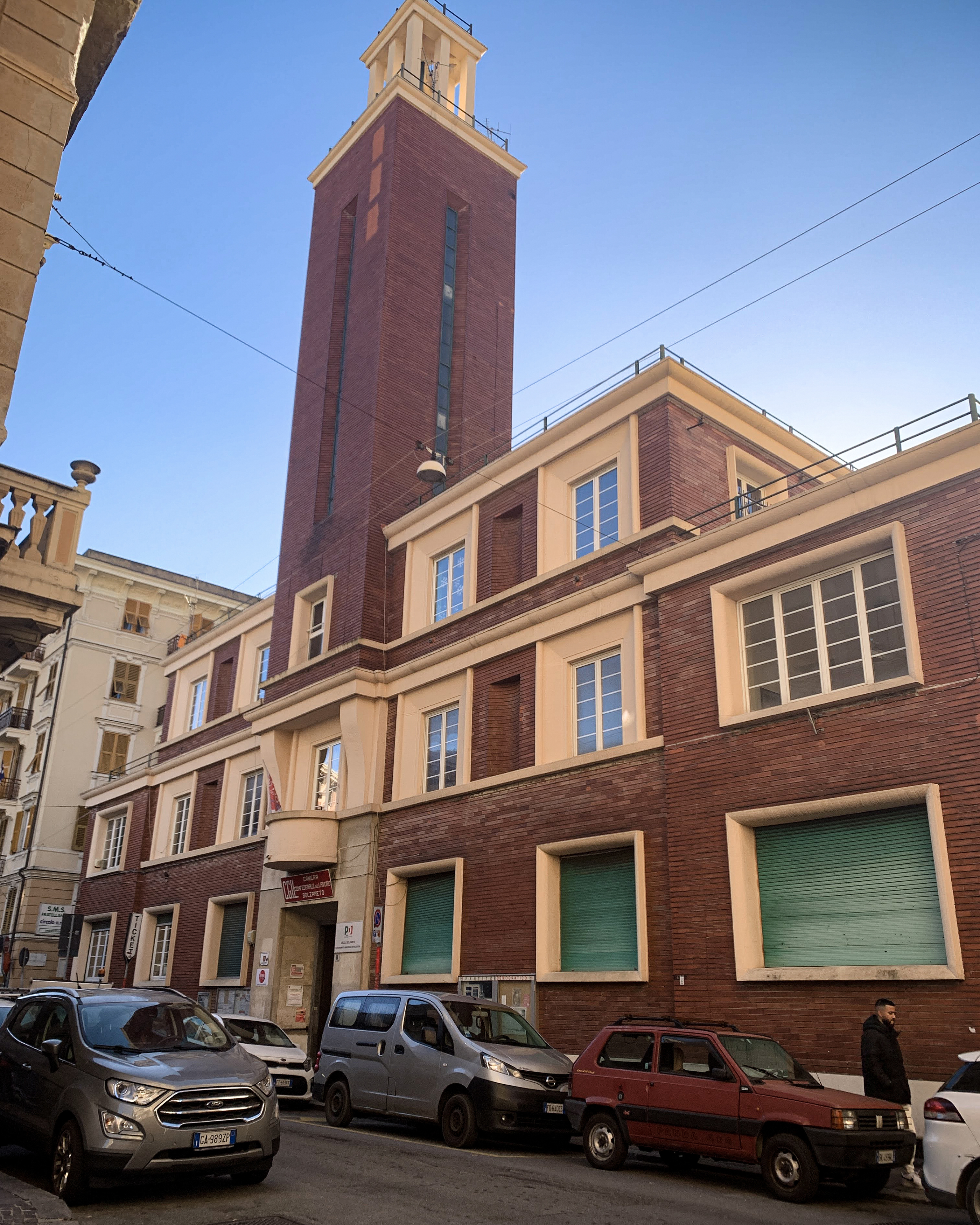
Camera del Lavoro, ex Casa Littoria del comune di Bolzaneto

### Architetture religiose
Nel quartiere di Bolzaneto si trovano sei chiese cattoliche parrocchiali, che fanno parte del vicariato di Bolzaneto dell'arcidiocesi di Genova.

#### Chiesa di Nostra Signora della Neve

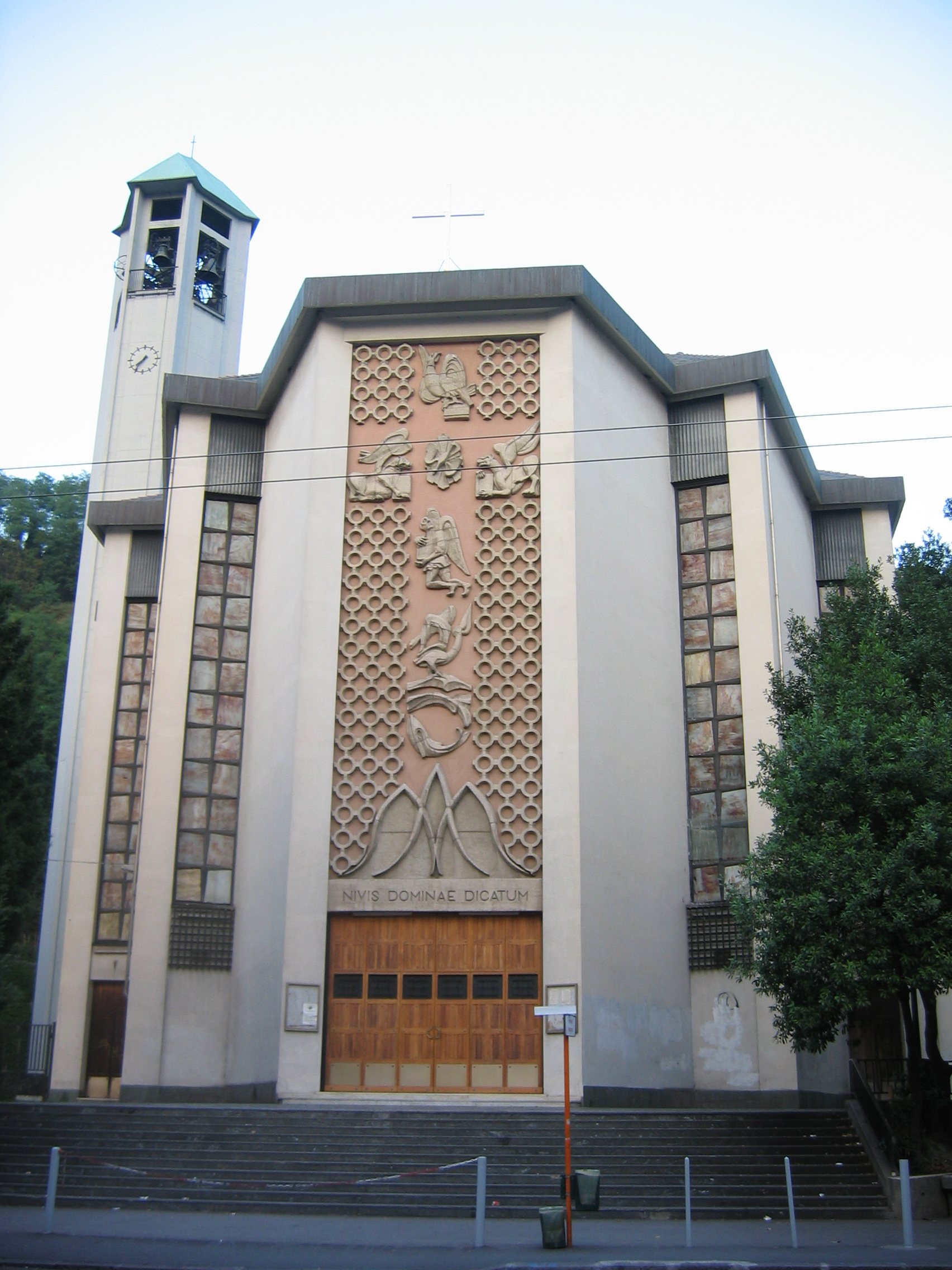
La chiesa di Nostra Signora della Neve.

La chiesa di Nostra Signora della Neve, eretta in parrocchia nel 1856 dell'arcivescovo di Genova Andrea Charvaz, dal 1890 è sede del vicariato di Bolzaneto dell'arcidiocesi di Genova.
L'originaria chiesa di Nostra Signora della Neve fu edificata nel Trecento come succursale di San Felice di Brasile, ristrutturata nel XVII secolo e completamente riedificata nel 1857, subito dopo il trasferimento del titolo parrocchiale da Brasile a Bolzaneto. Demolita negli anni cinquanta del Novecento è stata riedificata in altro sito, poco distante da quello originario, ma più vicino al moderno centro del quartiere.
L'attuale chiesa fu consacrata dal cardinale Giuseppe Siri nel 1960. La chiesa, in stile moderno e assai più grande della precedente, ha un'unica ampia navata di forma ellittica, preceduta da un atrio. Vi sono stati integrati gli altari in stile barocco e gli arredi della vecchia chiesa. L'altare maggiore è sormontato da un alto baldacchino di fattura moderna. Nella chiesa sono conservati due dipinti di Paolo Gerolamo Piola (Conversione di San Paolo e Abramo che riceve i tre angeli) e un Cristo morto, di Giulio Cesare Procaccini.

#### Chiesa e convento di San Francesco alla Chiappetta

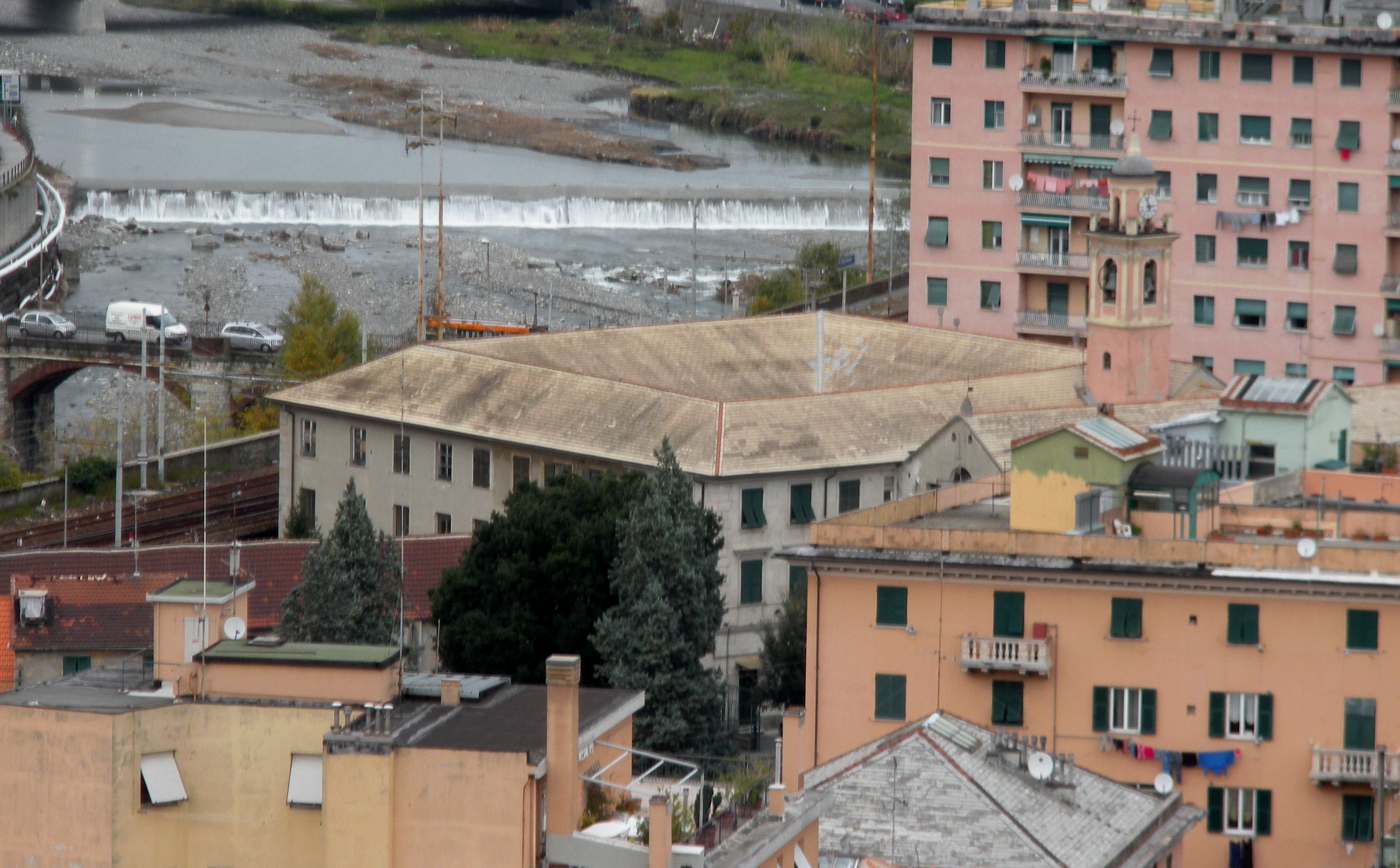
Il convento di San Francesco visto dalle alture di Bolzaneto.

La chiesa di San Francesco alla Chiappetta, con l'annesso convento, fu edificata alla fine del XIII secolo grazie ad una donazione dei nobili Lercari e consacrata nel 1563.
Nella seconda metà del Seicento la chiesa e il convento furono completamente rimaneggiati; fu costruito il chiostro e l'interno della chiesa trasformato in stile barocco. Nella chiesa, formata da un'unica navata, sono conservati una Madonna lignea della scuola del Maragliano ed alcuni notevoli dipinti del Seicento: Stimmate di San Francesco di scuola emiliana, Assunzione della Beata Vergine Maria di Pietro Paolo Raggi, Miracolo di Sant'Antonio di Giuseppe Galeotti, Estasi di Santa Caterina Fieschi Adorno e Immacolata Concezione di Domenico Piola.
Nel 1798, a seguito delle leggi di soppressione degli ordini religiosi, i francescani lasciarono il convento e la chiesa fu affidata al clero diocesano fino al 1896, quando i frati vi fecero ritorno. Intorno alla metà dell'Ottocento la chiesa e il convento, che si trovavano sulla sponda destra del Polcevera, a seguito della costruzione del nuovo argine, vennero a trovarsi sulla sponda opposta. Nel 1961 la chiesa fu eretta in parrocchia, con decreto del cardinale Giuseppe Siri.

#### Chiesa di San Martino di Murta

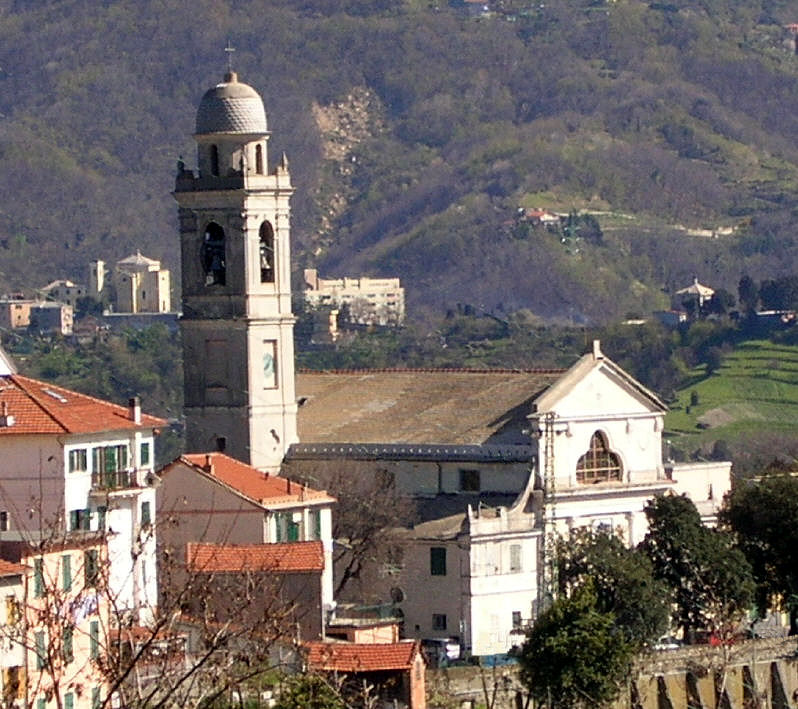
Chiesa di San Martino di Murta.

La chiesa di San Martino di Murta è citata per la prima volta nel 1143 sul "Registro Arcivescovile" delle decime, come cappella soggetta alla pieve di S. Maria di Rivarolo. Fu eretta in parrocchia dal 1202.
La Chiesa attuale è il risultato di una ricostruzione avvenuta nei primi anni del Settecento.
Durante la guerra del 1747 subì danni gravissimi e la spoliazione di tutti gli arredi.
La ricostruzione fu completata nel 1777; l'interno è in stile barocco, con affreschi e stucchi dorati. Pregevoli tele del Seicento e del Settecento adornano l'abside e gli altari laterali.
Ulteriori restauri furono eseguiti tra il 1852 e il 1860.
Il dipinto di maggior pregio conservato nella chiesa è l'ancona di San Martino, attribuita al pittore fiammingo Antoon van Dyck. Il quadro fu salvato dal saccheggio del 1747, essendo stato messo al sicuro a Genova.

#### Chiesa di San Pietro di Cremeno

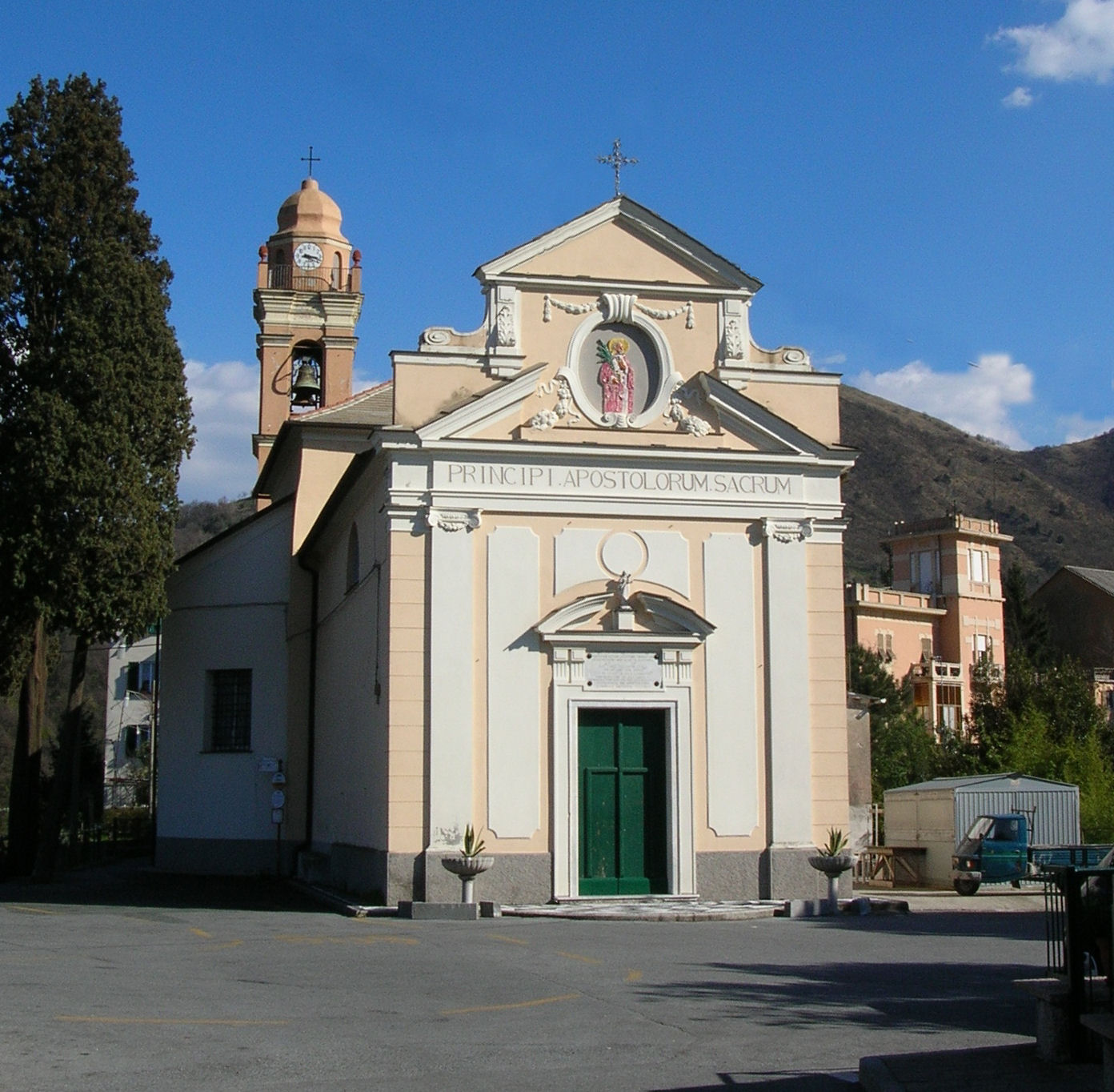
La chiesa di San Pietro Apostolo.

La prima notizia della chiesa della frazione di Cremeno risale al 1254, ma gli storici ritengono che esistesse già nell'XI secolo. Già parrocchia nel 1277, in epoche successive viene indicata come dipendenza prima di Sant'Andrea di Morego (1316) e successivamente di San Felice di Brasile (1400). Completamente ricostruita nel Seicento per volontà del nobile Agostino Pedesina, fu nuovamente eretta in parrocchia nel 1642 dall'arcivescovo Stefano Durazzo. Gravemente danneggiata durante la guerra del 1746-1747, fu ristrutturata nella seconda metà del Settecento con il contributo dei Cambiaso e quindi nuovamente ricostruita, ampliandola, nel 1805. Altri lavori di restauro ed ampliamento furono eseguiti in varie riprese nel corso dell'Ottocento ed ancora nel 1927, quando fu dotata di una nuova facciata. Nella chiesa si conserva una statua lignea della Madonna del Rosario, opera settecentesca della scuola del Maragliano.

#### Chiesa di Sant'Andrea di Morego

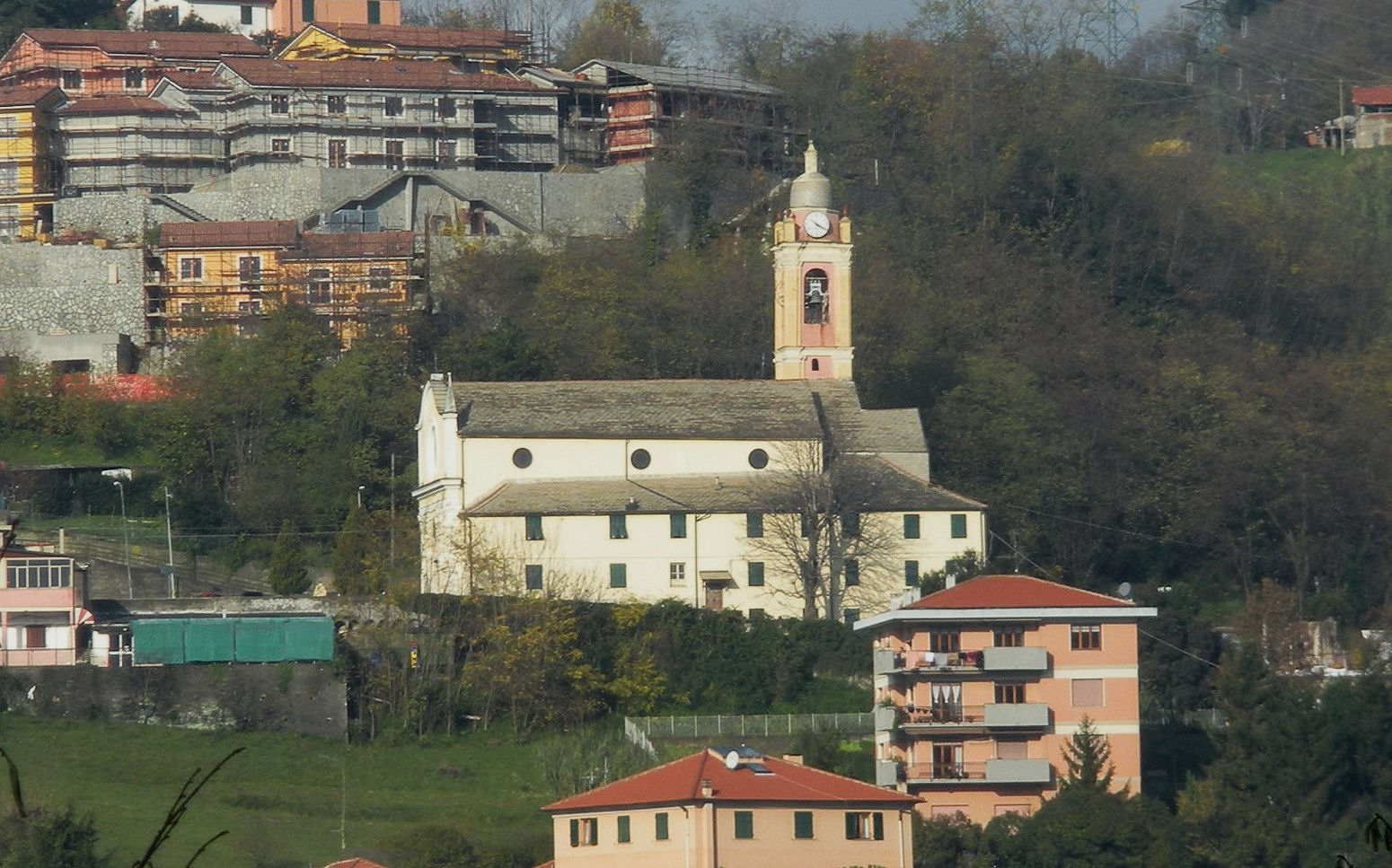
Chiesa di S. Andrea a Morego.

La prima memoria della chiesa di Sant'Andrea di Morego risale al "Registro Arcivescovile" delle decime del 1143 e nel tempo fu ricostruita tre volte; l'attuale costruzione risale al 1659; l'edificio fu ampliato nel 1904. Negli anni settanta del Novecento fu danneggiato da eventi alluvionali e rimase chiuso al culto per tre anni; dopo gli interventi di restauro fu riaperto al culto dal cardinale Siri il 21 dicembre 1980.

#### Chiesa di Santo Stefano in Geminiano

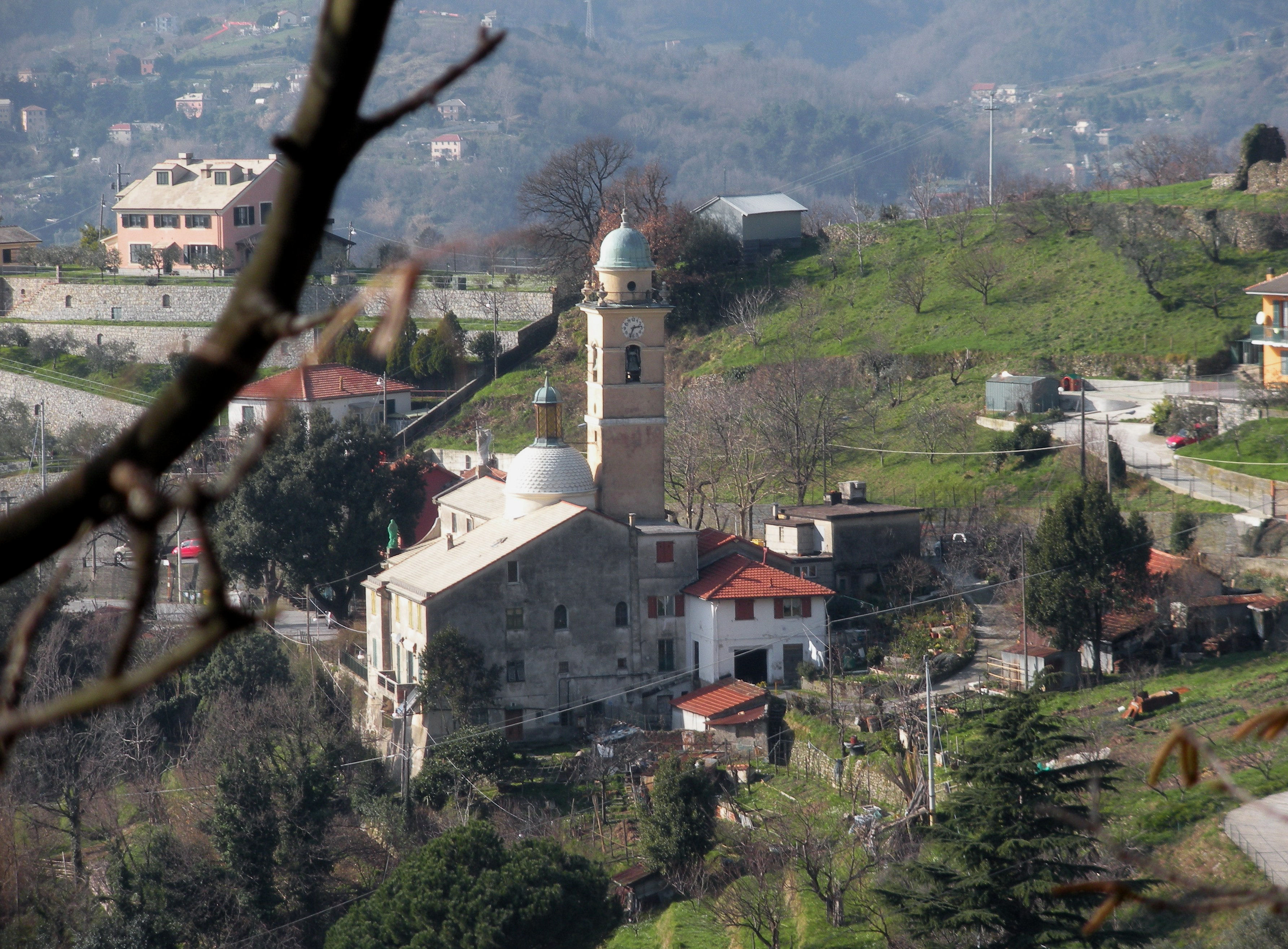
Chiesa di S. Stefano a Geminiano.

Secondo alcuni storici la prima chiesa di Geminiano fu costruita prima nell'anno 972 come cappella sepolcrale della famiglia dei Campofregoso, ma come altre chiese della Valpolcevera è citata per la prima volta nel 1143 sul "Registro Arcivescovile" delle decime, come cappella soggetta alla pieve di S. Maria di Rivarolo. Parrocchia dal XVI secolo, la chiesa fu ricostruita intorno al 1760, ed ampliata tra la fine dell'Ottocento e il 1904. Al termine di questi lavori fu consacrata il 6 gennaio 1904 dall'arcivescovo Edoardo Pulciano.
L'interno ha tre navate con cupola e quattro altari laterali. Nella chiesa si conserva una Deposizione lignea del XVIII secolo, la statua della Madonna del Rosario di Domenico da Bissone e due dipinti attribuibili alla scuola di Paolo Gerolamo Piola ("Cristo appare alla Maddalena" e "Cristo appare a S. Pietro").

#### Chiesa di Nostra Signora del Buon Consiglio

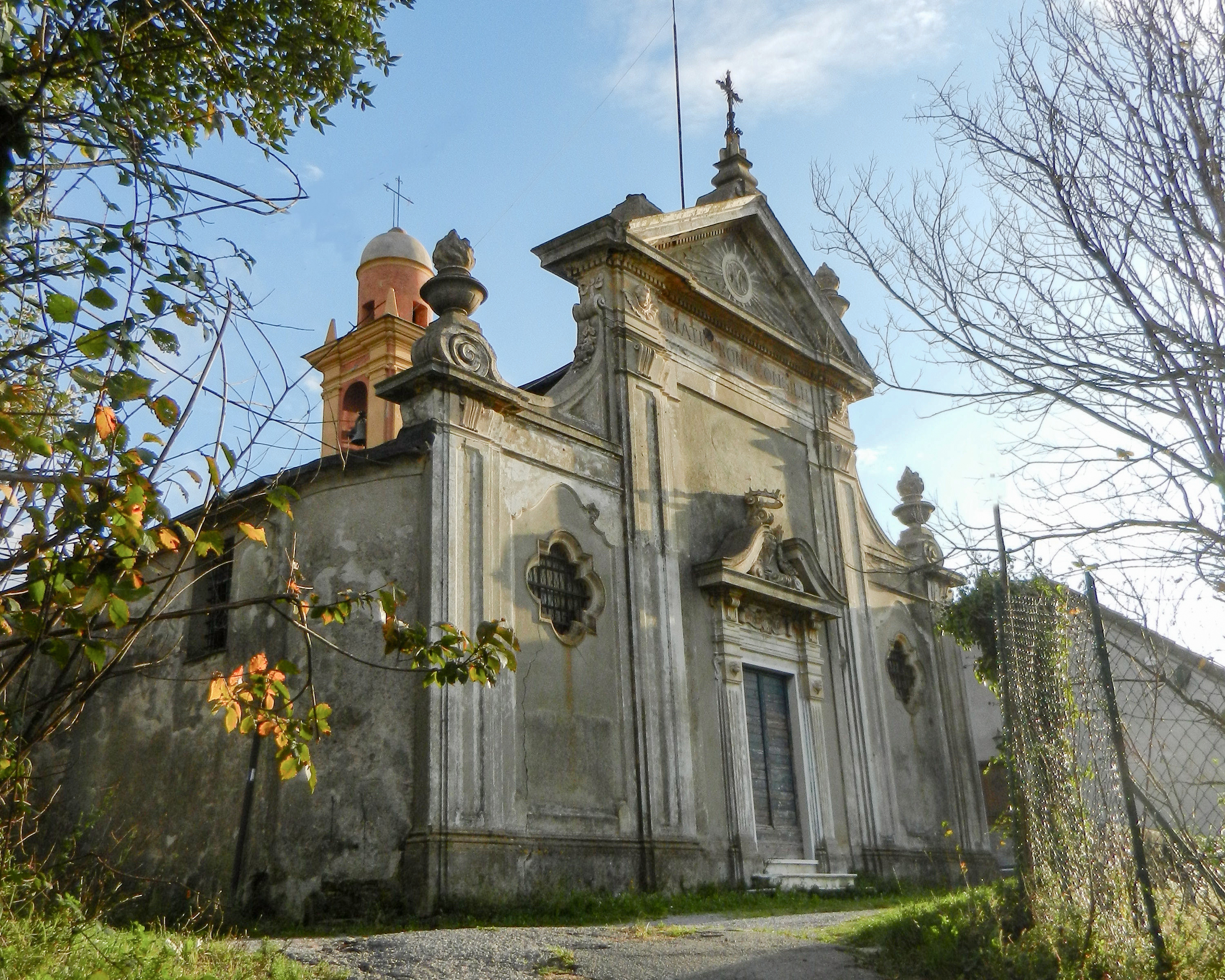
Chiesa di N.S. del Buon Consiglio a Brasile.

Della chiesa di Brasile (“La prima chiesetta nascosta fra i castagni” citata dal Cipollina), un tempo parrocchia dedicata a San Felice Papa, si hanno le prime notizie documentate nel XII secolo, ma alcuni storici locali la fanno risalire al VI secolo. Doveva trattarsi a quell'epoca di una modesta cappelletta, successivamente ampliata fino a divenire una vera e propria chiesa. Sul "Registro Arcivescovile" del 1143 è indicata come cappella soggetta alla pieve di S. Maria di Rivarolo.
Era certamente parrocchiale nel 1400, quando aveva come dipendenza la chiesa di San Pietro di Cremeno, e lo rimase ininterrottamente fino al 1856. Dopo i danni subiti nella guerra del 1747 si trovava in precarie condizioni, come segnalato dal parroco del tempo in una richiesta di contributi per le riparazioni inviata al Senato della Repubblica.
Nel 1856 la parrocchialità fu trasferita alla chiesa di N.S. della Neve, alla quale fu assegnato come compatrono il titolo di San Felice; la chiesa di Brasile è da allora intitolata a Nostra Signora del Buon Consiglio. Negli anni venti del Novecento furono eseguiti lavori di rifacimento della chiesa e la posa in opera di un nuovo concerto di campane, inaugurati il 16 agosto 1930 dell'arcivescovo di Genova Dalmazio Minoretti.

## Infrastrutture e trasporti

### Strade

#### Storia

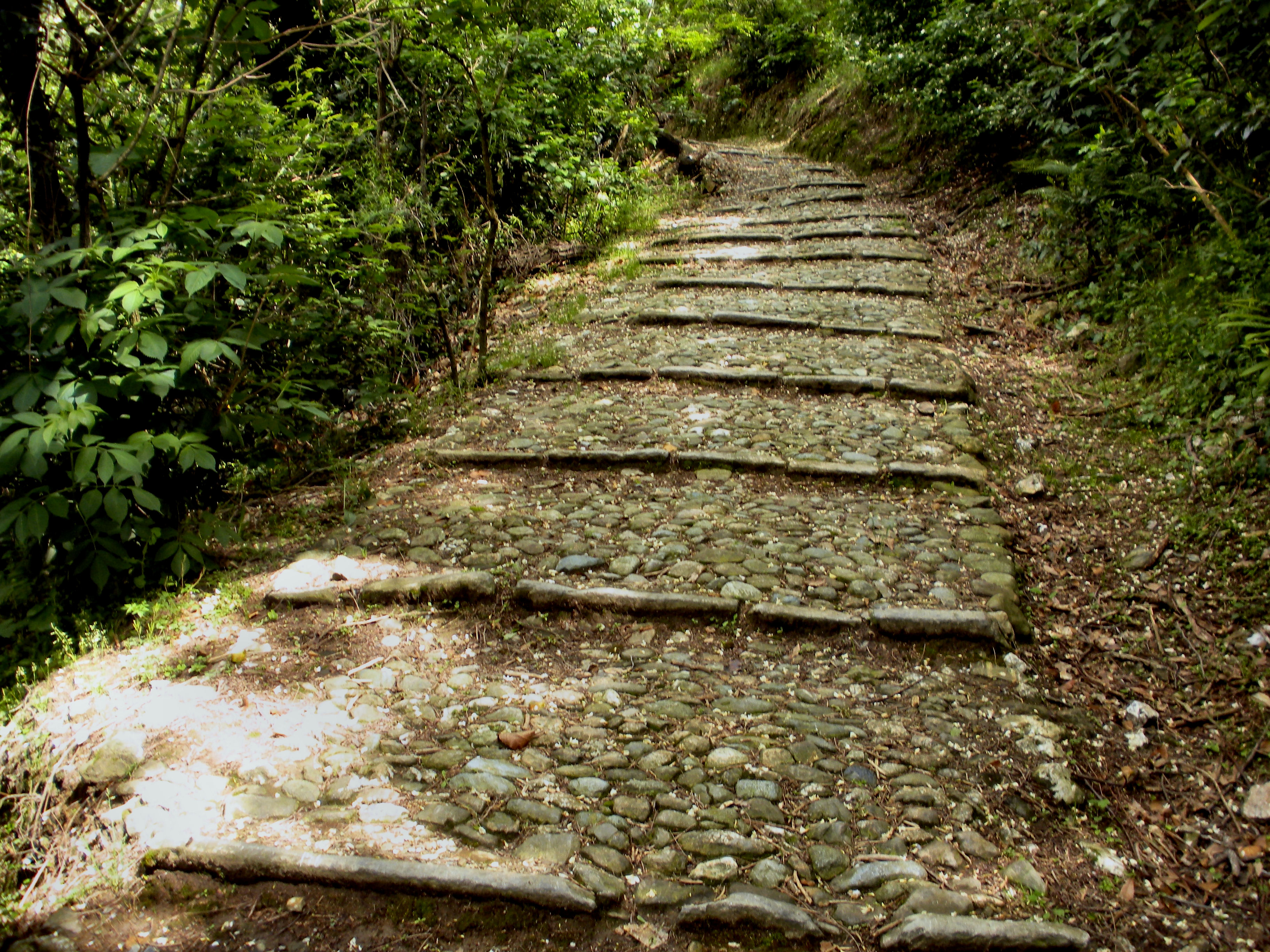
L'antica mulattiera di Brasile.

Fino da tempi remoti la Valpolcevera era attraversata dalla via Postumia, che da Genova portava alla valle padana attraverso il passo della Bocchetta.
Di questa strada non esistono più tracce nell'area genovese, e sono state elaborate varie ipotesi sul possibile percorso; una tra queste è che uscisse da Genova verso Granarolo e attraversando Begato, passasse per Campora di Geminiano e Cremeno, scendesse a passare il Secca al ponte (o guado, prima della sua costruzione) di “Muruallo”, oggi Morigallo, risalendo a Morego e San Cipriano, per poi scendere a Pontedecimo e risalire infine al Passo della Bocchetta, da dove sempre per costa di monte raggiungeva Libarna (presso l'attuale Serravalle Scrivia). Aggiornando questo antico percorso nel 1585 fu tracciata la nuova strada della Bocchetta, e negli anni settanta del Settecento fu realizzata la nuova strada sul fondovalle del Polcevera; la sua costruzione fu resa possibile con il personale contributo del doge Giovanni Battista Cambiaso, in cambio di benefici fiscali (ed anche per rendere più agevole il percorso tra Genova e la sua villa di Cremeno). L'apertura di questa nuova arteria, la prima costruita con moderni criteri e, a differenza degli antichi percorsi collinari, adatta al transito di carri e non solo di animali da soma, diede un primo impulso allo sviluppo dell'economia della zona.
La strada (inizialmente chiamata “Camblasia”, e in seguito, con l'annessione della Repubblica Ligure napoleonica allo stato sabaudo nel 1814, "Strada Reale" e poi "Via Nazionale") fu ammodernata intorno al 1820 ed è ancora oggi il principale asse viario urbano della valle. La strada lasciandosi alle spalle l'abitato di Teglia (frazione del comune di Rivarolo Ligure) entrava nel territorio di Bolzaneto in corrispondenza dell'ansa del torrente Polcevera, percorrendone l'argine sinistro, allora costituito dalle attuali vie Giro del Vento e Bolzaneto (che i bolzanetesi più anziani ancora oggi chiamano "Via Nazionale"). Prima dell'attraversamento del vecchio borgo un ponte sul Polcevera (che sorgeva in corrispondenza dell'attuale Piazza Rissotto) portava al convento di San Francesco, da dove iniziava la salita a Murta. Questa topografia fu completamente sconvolta dai lavori di arginatura del torrente (1849-1853) per la costruzione della linea ferroviaria.

#### Situazione moderna
Il quartiere di Bolzaneto è collegato con gli altri quartieri della Val Polcevera da diverse strade urbane. Oltre alla ex Strada statale 35 dei Giovi, che attraversa il centro del quartiere, ricalcando in gran parte la vecchia "Via Nazionale", sono state aperte due strade di scorrimento lungo le sponde del Polcevera, quella destra delle quali, dopo un lungo iter progettuale, aperta nel 2010.
Il quartiere è attraversato anche dall'Autostrada A7, Genova - Milano di cui ospita un importante casello di uscita. L'autostrada, costruita negli anni trenta e all'epoca chiamata "Camionale" Genova-Serravalle, è stata raddoppiata negli anni sessanta.
Da Bolzaneto partono inoltre diverse strade provinciali che collegano il fondovalle con i comuni dell'alta Val Polcevera (Ceranesi, Sant'Olcese e Serra Riccò). Tra queste, la Strada Provinciale 52 che conduce al Santuario di N.S. della Guardia.

##### La Gronda di Ponente
La soluzione individuata da Autostrade per l'Italia al termine del dibattito pubblico indetto dal comune di Genova in merito al progetto della Gronda di Ponente per realizzare il nuovo collegamento tra le autostrade A7, A10 e A12 coinvolge la zona di Bolzaneto, prevedendo un viadotto sul Polcevera all'uscita della lunga galleria proveniente da Voltri, che passerebbe sotto la collina di Murta, e i raccordi per l'innesto della nuova arteria nella A12, prevalentemente in galleria, nella zona di Geminiano.
Il progetto ha visto una forte opposizione da parte di gruppi di cittadini delle zone interessate, in particolare Murta e Geminiano, costituitisi in comitati "No Gronda", decisi a contrastare la realizzazione dell'opera. Per il 2024 è previsto il deposito del progetto esecutivo, per un valore totale di circa 4,7 miliardi di euro e un tempo di conclusione lavori di circa dieci anni.

### Ferrovie
Bolzaneto è dotata di una stazione ferroviaria sulla linea dei Giovi Genova Sampierdarena (Pontedecimo) - Busalla - Ronco Scrivia. Tale linea è percorsa esclusivamente da treni regionali, provenienti da Alessandria, Arquata Scrivia, Novi Ligure e Busalla, diretti a Genova Brignole, e viceversa.
I treni a media e lunga percorrenza per Milano e Torino, invece, vengono instradati sulla linea succursale dei Giovi, che attraversa longitudinalmente Bolzaneto, parallela alla linea dei Giovi.

## Società

### Evoluzione demografica
Abitanti censiti
Fonti:
- ISTAT per censimenti da 1861 a 1961;
- G. Casalis, Dizionario Geografico, Storico, Statistico, Commerciale degli Stati di S.M. il Re di Sardegna, per dato 1837 (comune di Brasile);
- Comune di Genova - Ufficio Statistica, Atlante demografico della città, IX ed., luglio 2008, per dati da 1971 a 2001;
- Notiziario statistico del Comune di Genova – Andamento della popolazione al 31 dicembre 2006;
- Notiziario statistico del Comune di Genova – Andamento della popolazione al 31 dicembre 2009;

### Cultura
A Bolzaneto ha sede il Teatro Rina e Gilberto Govi dedicato alla memoria del celebre attore dialettale genovese Gilberto Govi e della moglie Rina Gaioni, inaugurato il 17 febbraio 2007, a seguito della ristrutturazione dell'ex cinema-teatro "Verdi".

### Enti e associazioni
A Bolzaneto ha sede un distaccamento dei Vigili del Fuoco; nato nel 1913 come corpo di volontari antincendio, successivamente integrato nella struttura comunale e quindi, a seguito del Regio decreto legge del 27 febbraio 1939, nel Corpo Nazionale dei Vigili del Fuoco.
La "Pubblica Assistenza Croce Bianca" fu fondata nel 1908 con il sostegno dell'amministrazione comunale, allora retta dal sindaco G.B. Custo, affiancandosi alle altre associazioni di mutuo soccorso già esistenti: la "SMS Fratellanza" (di ispirazione socialista) e la "Società Operaia Cattolica San Giuseppe" fondate entrambe nel decennio 1880-1890.
La Banda Musicale Cittadina fu fondata nel 1883 come sezione filarmonica della "Società Operaia Cattolica San Giuseppe".
Sono inoltre presenti le locali sezioni dell'Associazione Nazionale Alpini, attiva nel quartiere in diverse attività di volontariato e del Club Alpino Italiano, che si occupa fra l'altro della valorizzazione e della manutenzione di vari percorsi escursionistici nella Val Polcevera.
Vi è infine l'ABSPP (Associazione Benefica di Solidarietà per il Popolo Palestinese) con sede storica a Bolzaneto, ed è attiva dal 2001, dove lavora come ODV e aiuta il popolo Palestinese.

### Eventi
- “Fiera di San Giuseppe”, nella domenica più vicina al 19 marzo, ricorrenza del santo. Si tiene dal 1878 e si svolge nelle principali strade cittadine; oltre a merci varie si vendono anche piante e animali (oggi solo animali di piccola taglia, mentre un tempo erano in vendita anche bovini ed equini).
- “Mostra della Zucca”, nella frazione di Murta, che si tiene per due fine settimana consecutivi, in occasione della festa patronale di San Martino, intorno alla metà di novembre.

### Sport
La squadra di calcio Unione Sportiva Dilettantistica Bolzanetese Virtus milita nel campionato ligure dilettanti.
Ha inoltre sede, in Via Bolzaneto, di lato alla chiesa di Nostra Signora della Neve, la società polisportiva dilettantistica U.S. Virtus, la più antica del quartiere, che partecipa ai campionati italiani delle rispettive discipline con buoni risultati a livello nazionale.